# Pincelada

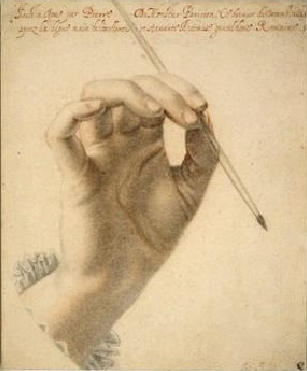
Mano derecha de Artemisia Gentileschi, de Pierre Dumonstier, 1625.

Pincelada es la huella de materia pictórica (óleo, temple, fresco, acuarela, acrílico, etc.) que deja el pincel (o el instrumento utilizado para tal función) sobre el soporte pictórico (lienzo, tabla, muro, etc.) o sobre la superficie pictórica previamente constituida (retoques, veladuras, pentimenti, repintados, etc.) Es reflejo del gesto que realizó la mano del pintor, en forma de trazo o golpe, y que resulta en un punto, línea o mancha. Al igual que en la escritura a mano, la pincelada responde a las características de la formación y la personalidad de su autor, es decir, de su escuela y estilo; así como a su voluntad expresiva.
El análisis de la pincelada permite a los expertos atribuir una obra a un artista, ayudándose a veces con el uso de tecnologías como la luz rasante o las radiografías; y es imprescindible tenerlo en cuenta para la conservación y restauración.

## Tipos de pincelada
Según el tipo de pincelada, la pintura quedará extendida de forma distinta en el soporte; y eso dependerá del instrumento utilizado, de la materia pictórica aplicada, de su cantidad y textura, y del gesto del pintor. Las expresiones que se utilizan para definirlas, incluso en ámbitos especializados (como la historiografía, la crítica y el mercado de arte, la museografía o la educación artística formal e informal), son descriptivas y calificativas.
Los distintos tipos de pincelada se pueden clasificar en rápidas y lentas. La pincelada lenta puede denominarse también pincelada precisa, compacta, minuciosa o detallada; y la pincelada rápida puede denominarse también pincelada disuelta, deshecha o diluida. Otro criterio de clasificación es el de pincelada visible o invisible. Se ha argumentado que con el reconocimiento del papel del individuo, especialmente a partir del Renacimiento, aumentó la visibilidad de la marca del pincel; no obstante, hay pinturas con marcas de pincel visibles en el arte antiguo (como por ejemplo en las momias de El Fayum) y el arte medieval (como la pintura románica). La pincelada puede extender la pintura en finas capas en la misma dirección, tan próximas que pueden producir el efecto de un fino barinzado, glaseado o esmaltado (glazing), o alternando la dirección perpendicularmente unas a otras, formando una trama (hatching).

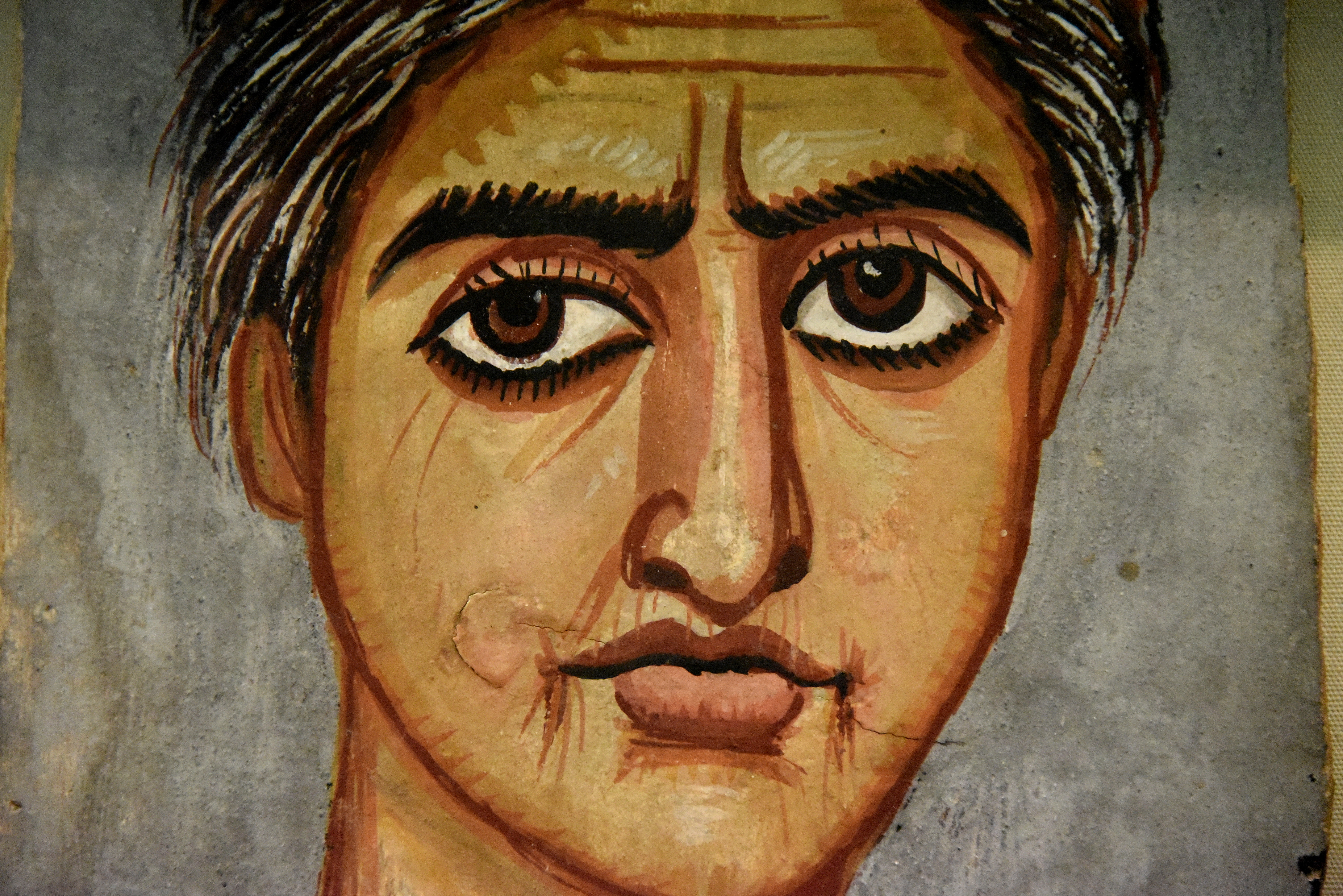
Uno de los retratos de El Fayum, siglo IV.
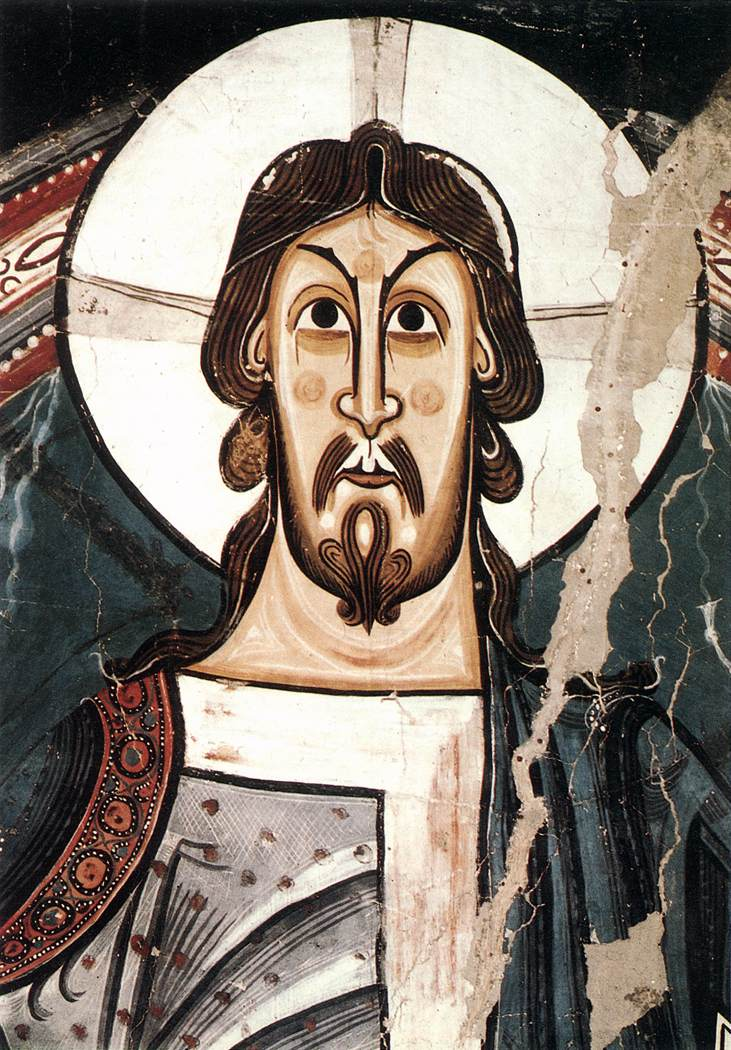
Detalle del Pantocrátor del ábside de San Clemente de Tahull, pintura románica del siglo XII.
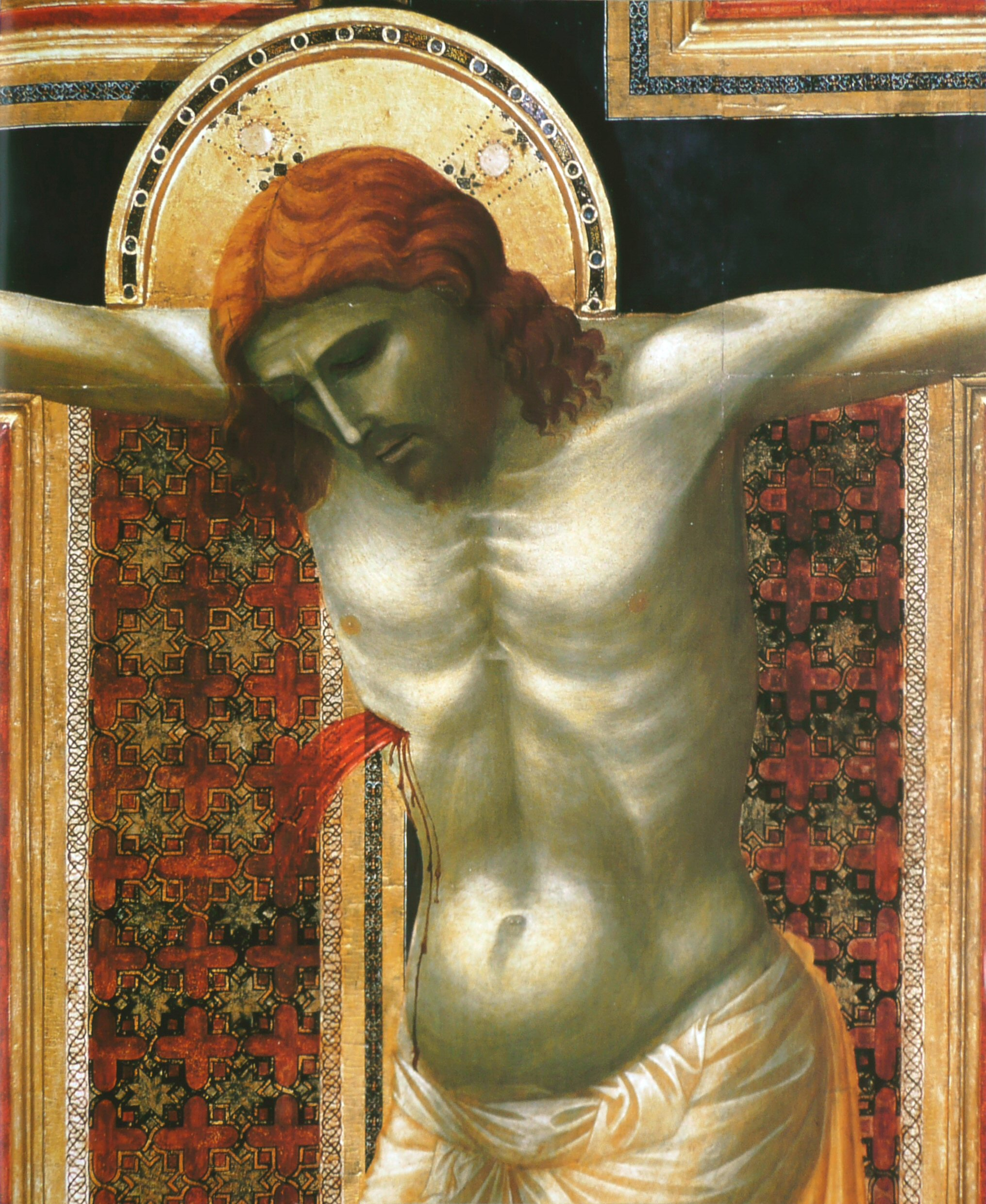
Detalle del crucifijo de Santa María Novella, de Giotto, ca. 1290-1300.

La pincelada característica de la pintura hasta el Gótico, que se mantiene incluso en Giotto, es perfilada, delimitando el contorno de las figuras, los pliegues de los ropajes o las partes del rostro, acentuando la expresividad.

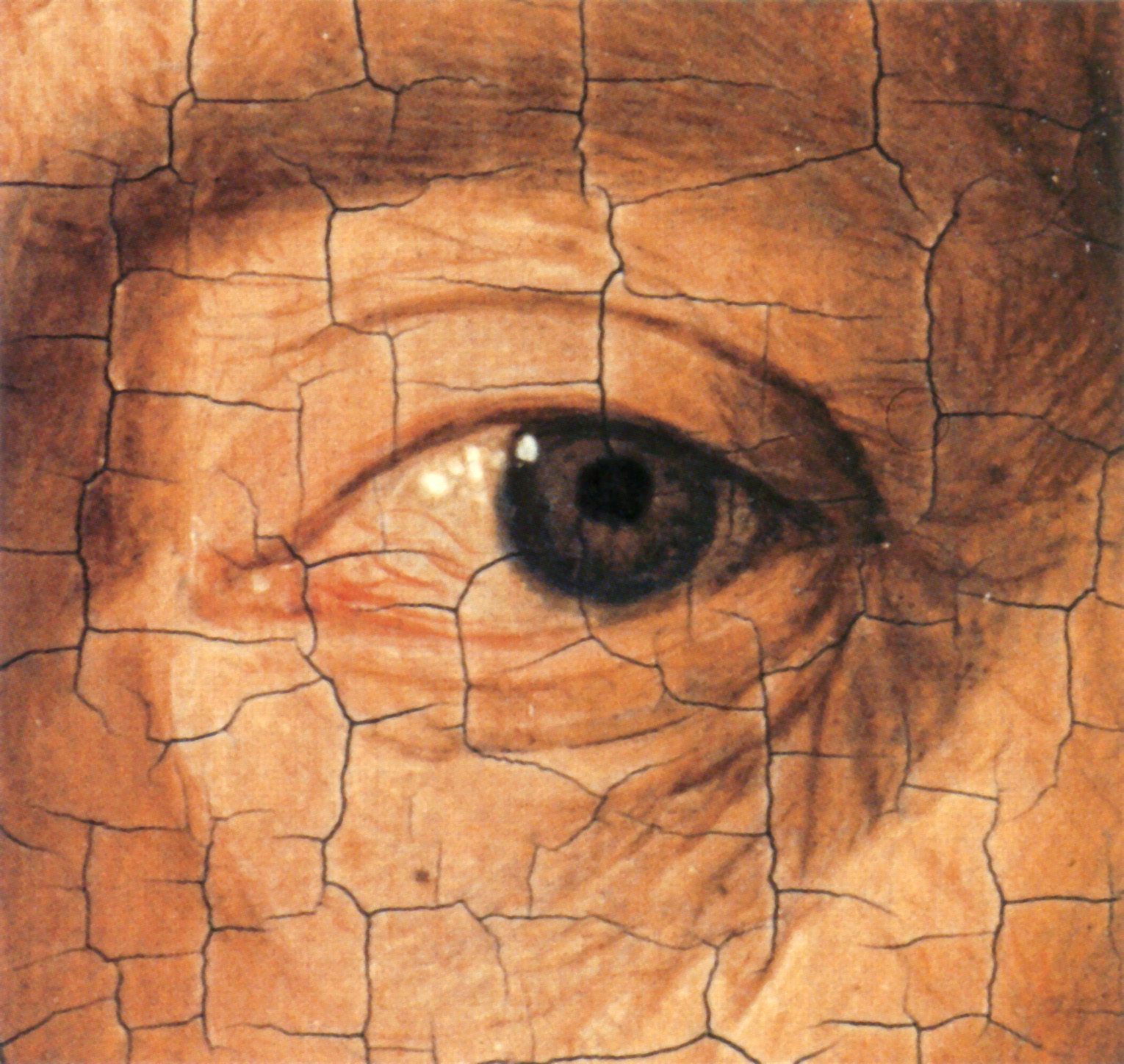
Detalle de Retrato de hombre con turbante (1433), donde pueden apreciarse las pinceladas de Jan van Eyck (pincelada breve, minuciosa o detallada).
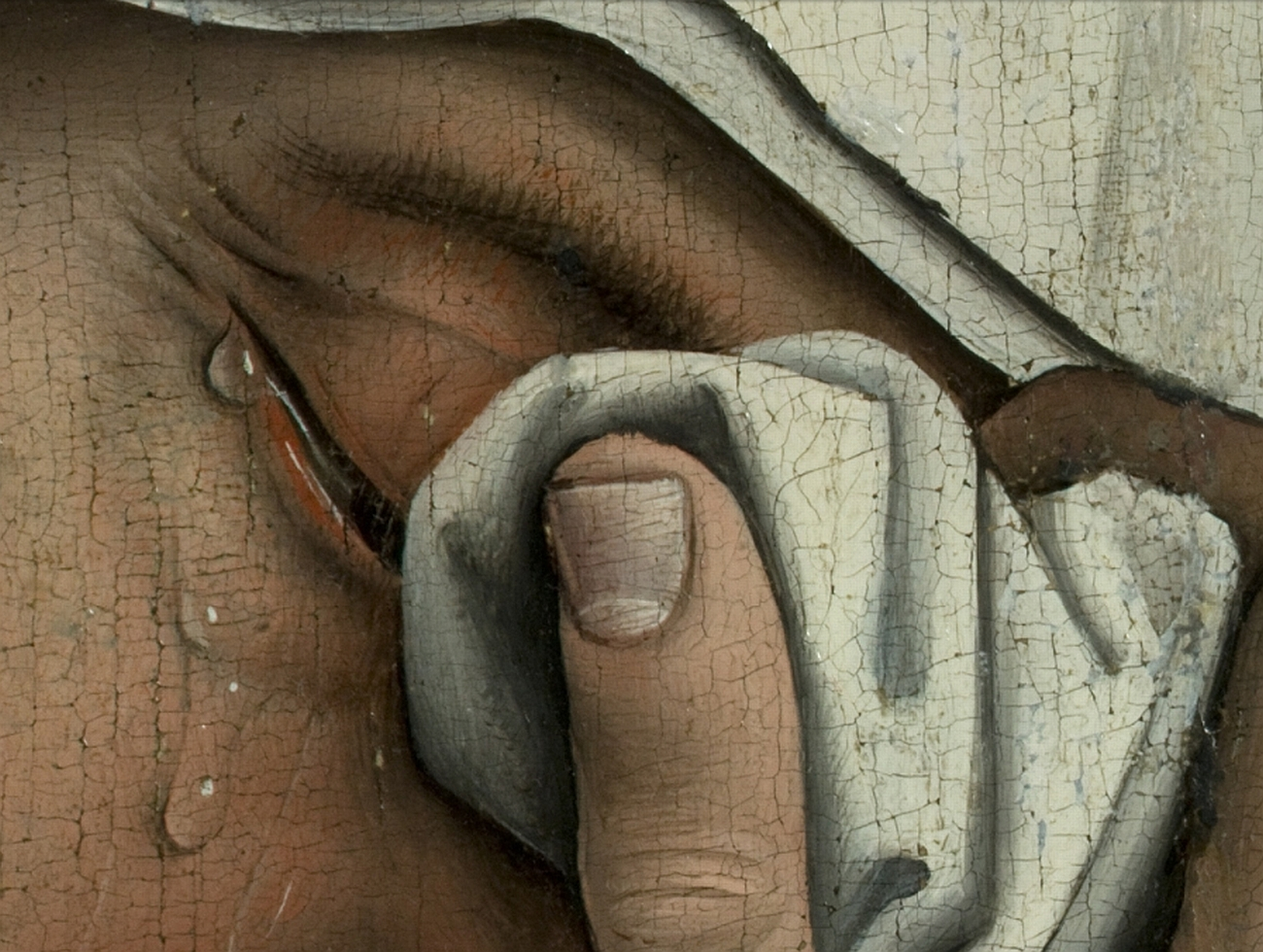
Detalle de Descendimiento de la cruz, de Rogier van der Weyden, ca. 1435.
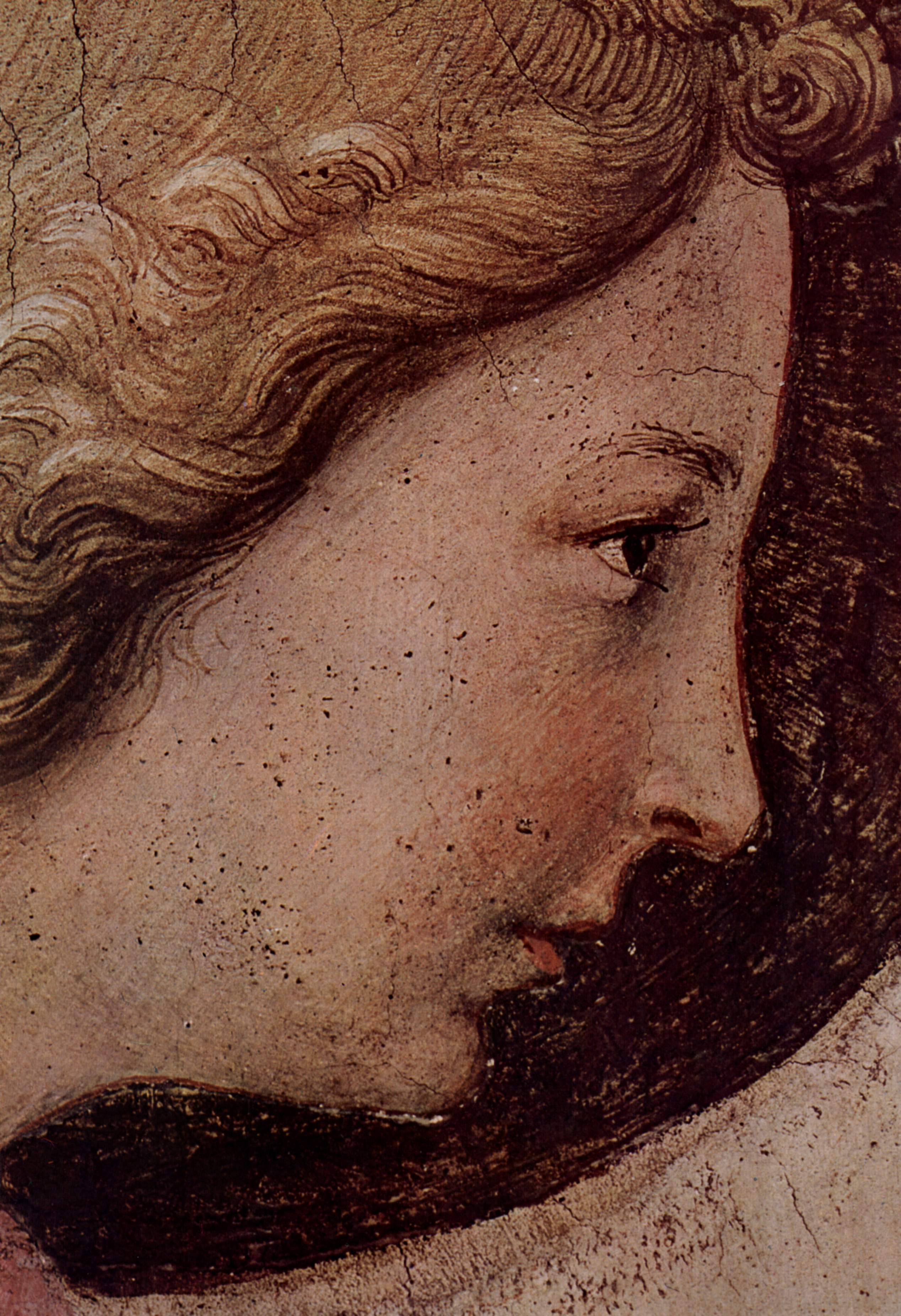
Detalle de La anunciación (1437-1446), donde pueden apreciarse las pinceladas de Fra Angelico (pincelada delicada, que supuestamente nunca corregía, al suponer que cualquier error sería un mensaje divino).
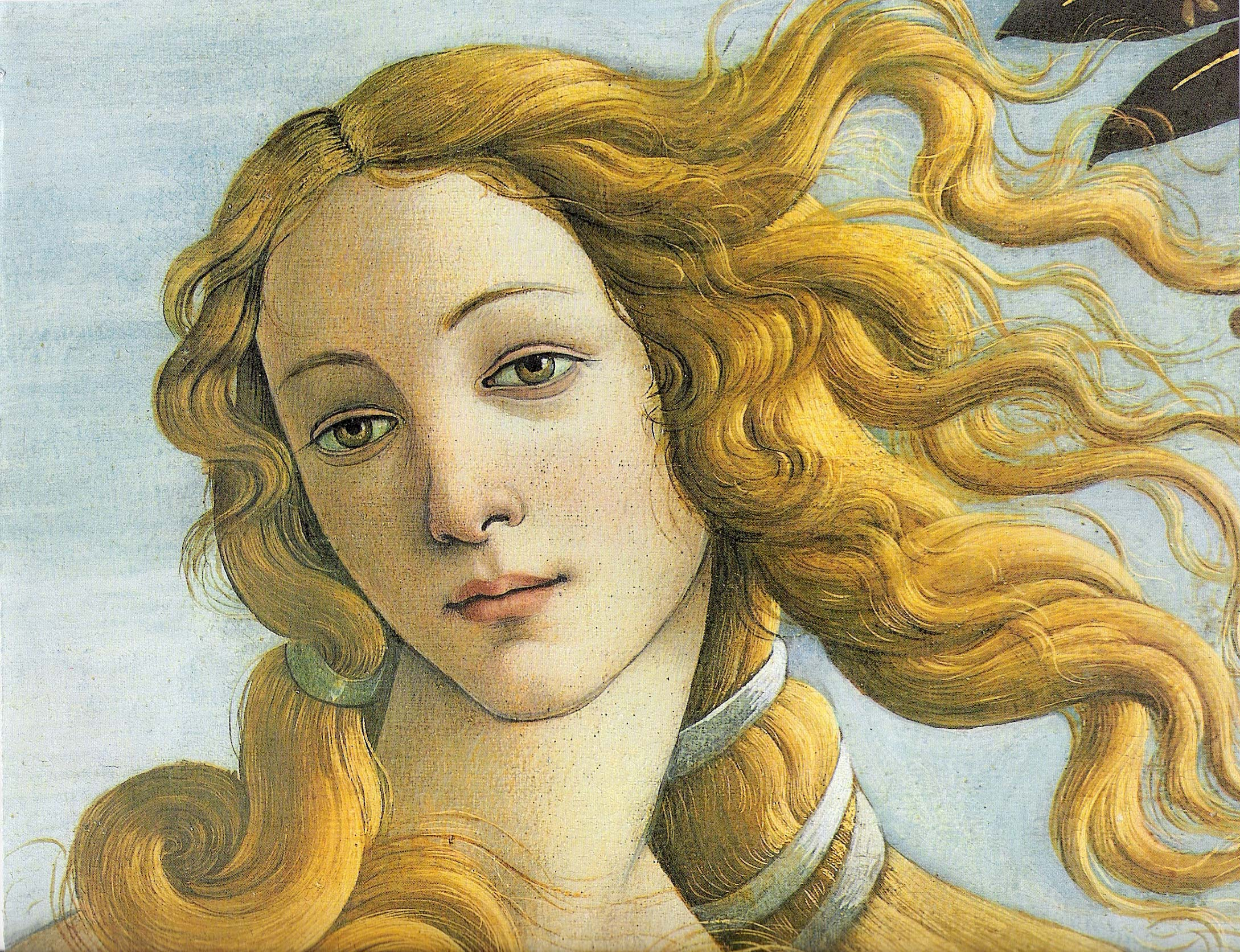
Detalle de El nacimiento de Venus, de Sandro Botticelli, 1482-1485.
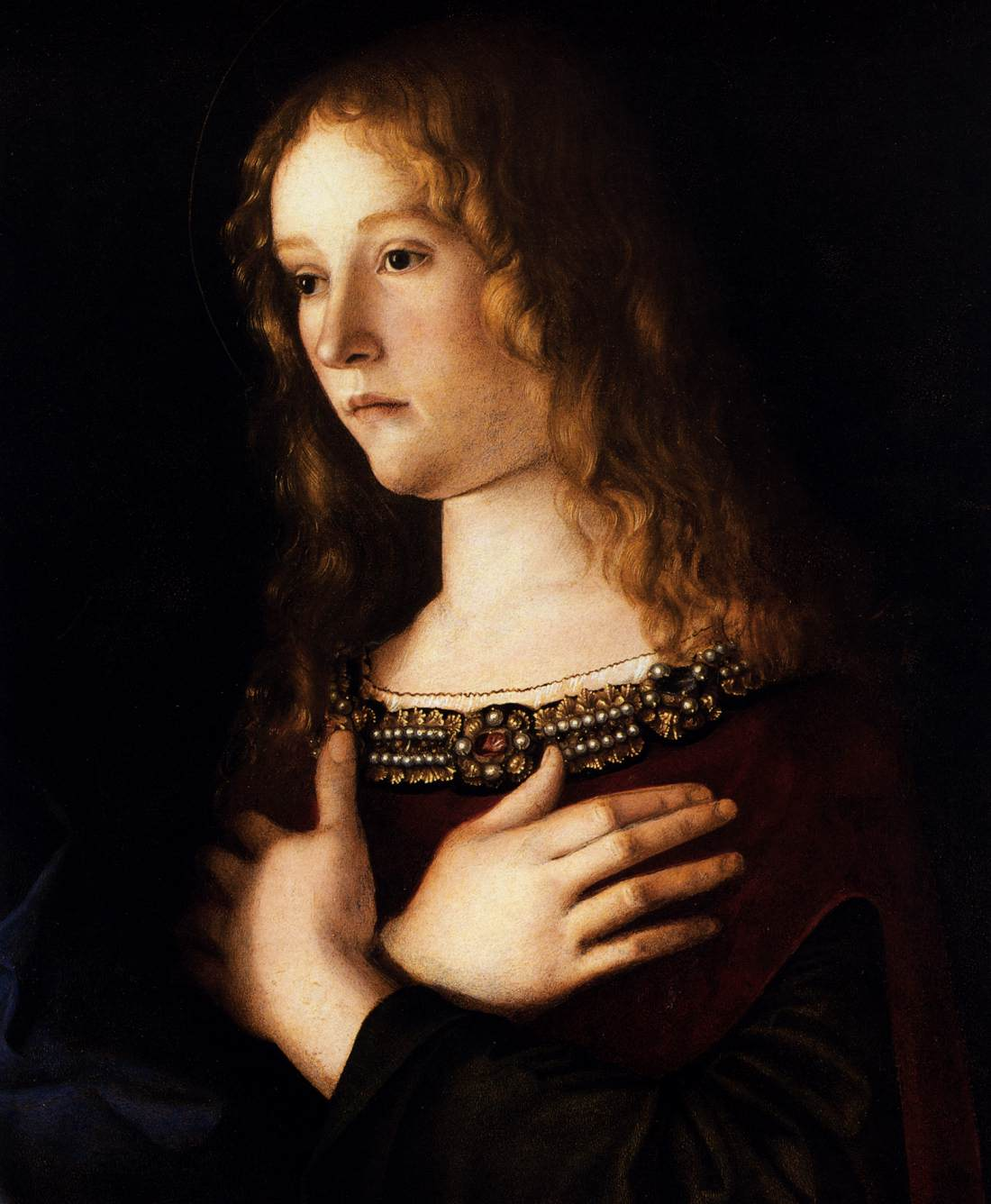
Detalle de Sacra Conversazione con Santa Catalina de Alejandría y María Magdalena, de Giovanni Bellini, ca. 1490.

Los primitivos flamencos, que introdujeron la pintura al óleo a comienzos del siglo XV, se caracterizaban por una pincelada breve, minuciosa y detallada. Para aplicarla utilizaban incluso pinceles de un solo pelo. Lo mismo se hacía en la iluminación de manuscritos. Simultáneamente, los pintores del Quattrocento italiano utilizaban el temple y el fresco, lo que limitaba técnicamente sus pinceladas. Incluso después de la introducción del óleo en la pintura italiana, en la segunda mitad del siglo XV, el predominio del dibujo sobre el color continuó siendo una característica de la escuela florentino-romana. En cambio, en el otro gran foco artístico del Renacimiento italiano, Venecia, la pincelada suelta o veneciana, libre y fluida, abierta y abocetada, se caracterizaba por el predominio del color sobre la línea. Así, a pesar de (o precisamente a causa de) la maestría alcanzada por la escuela florentino-romana en los modos canónicos de la pintura renacentista (el chiaroscuro, el sfumato de Leonardo y el cangiante de Miguel Ángel), la pincelada de Rafael (que en su aspecto cromático se denomina unione) es plana e invisible, cuidadosamente terminada; mientras que la de los maestros de la escuela veneciana, como la de Giorgione, y sobre todo la de Tiziano o Veronés, es visible, dejando huellas en la pintura.
La pincelada empastada o impasto ("masa", "mezcla", "pasta", en lengua italiana) proporciona una capa gruesa de pintura que crea textura. Es característica de algunos pintores de la escuela veneciana del Cinquecento, como Tiziano, que llegó a aplicar la pintura directamente con las manos; y (tres siglos después) de la pintura del Romanticismo, como es el caso de J. M. W. Turner, que consigue con ello un efecto expresivo de dramatismo. Puede ser aplicada con paleta o espátula. Cuando se combina con una aplicación energética se denomina pincelada gestual, de la que es ejemplo Van Gogh.

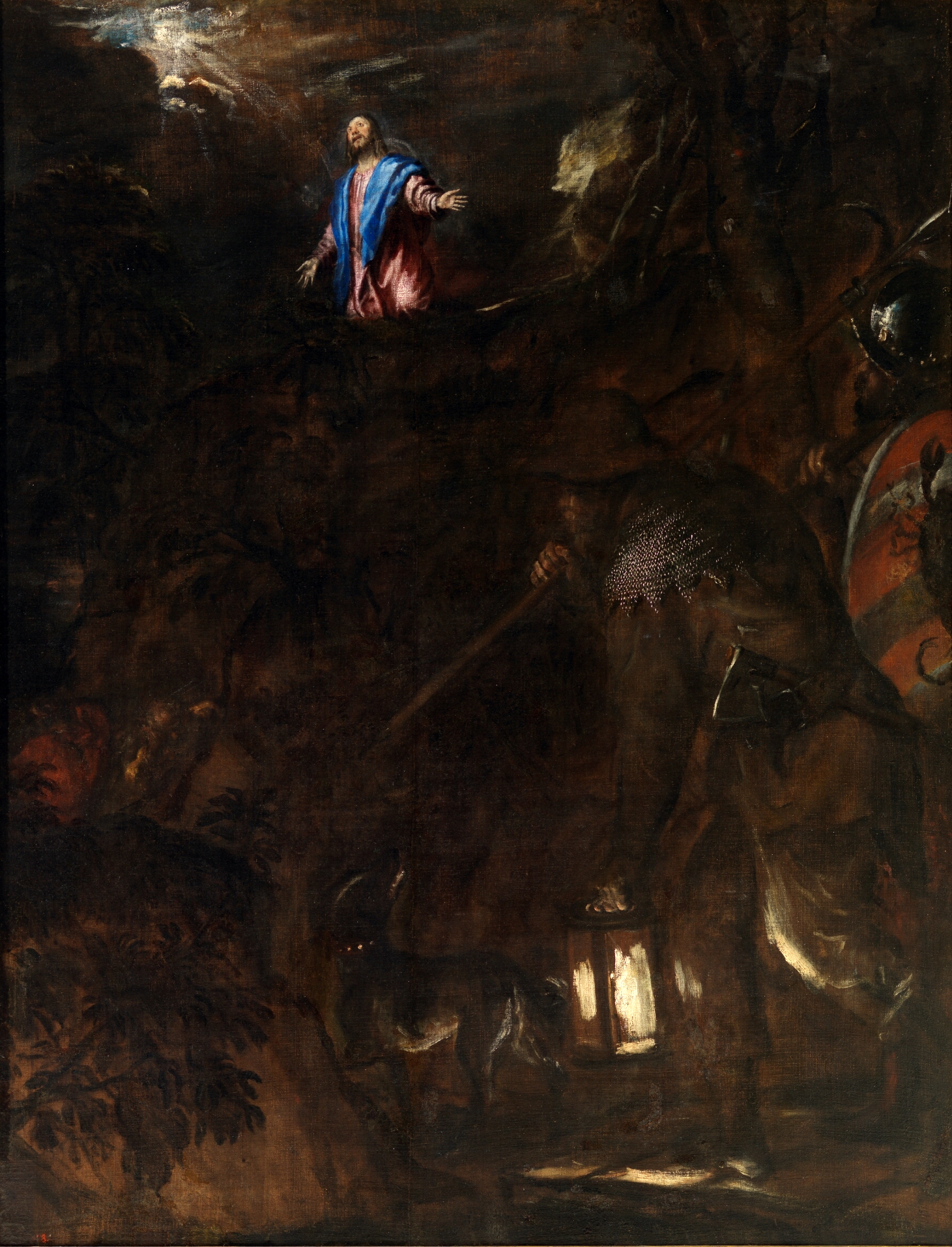
Oración en el huerto, de Tiziano, 1562.
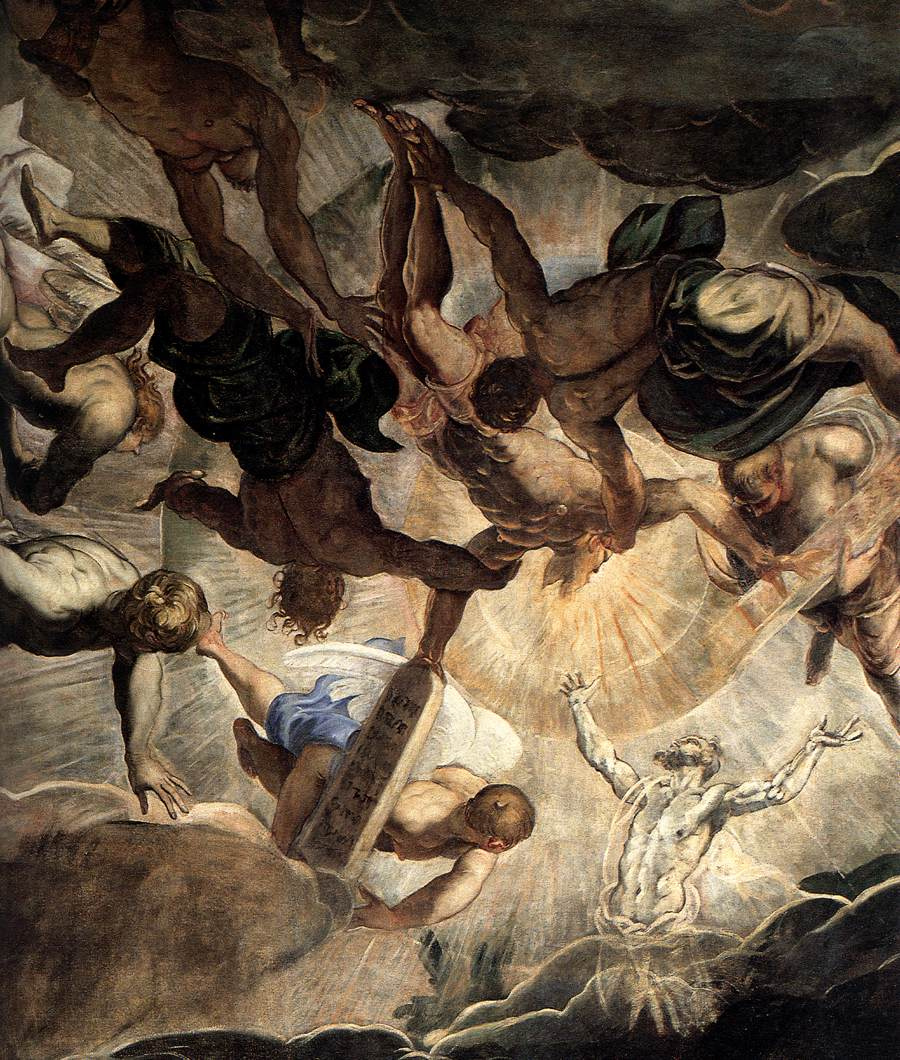
Detalle de La adoración del becerro de oro, de Tintoretto, 1563.
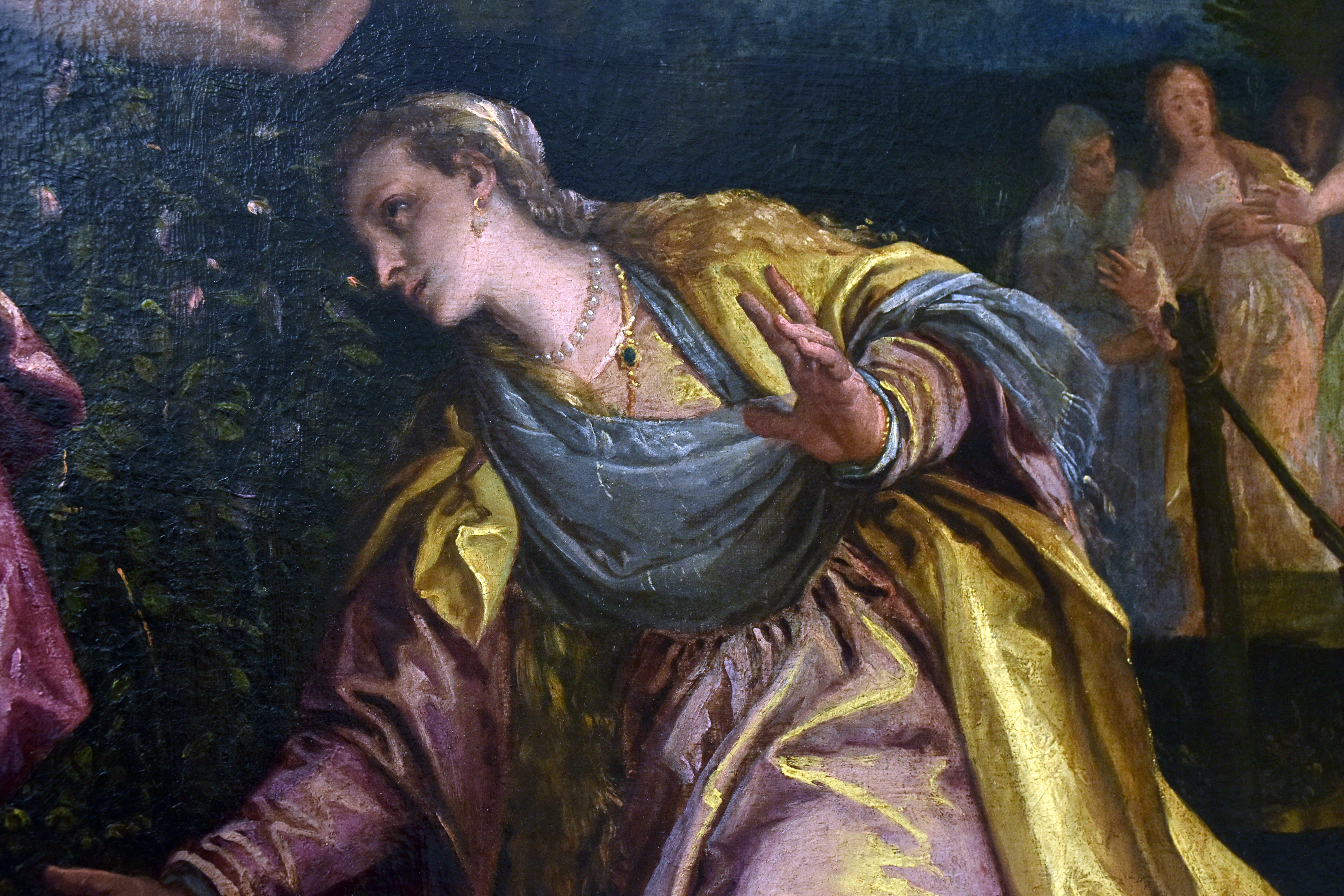
Detalle de Noli me tangere, de Veronés, ca. 1576-1588.
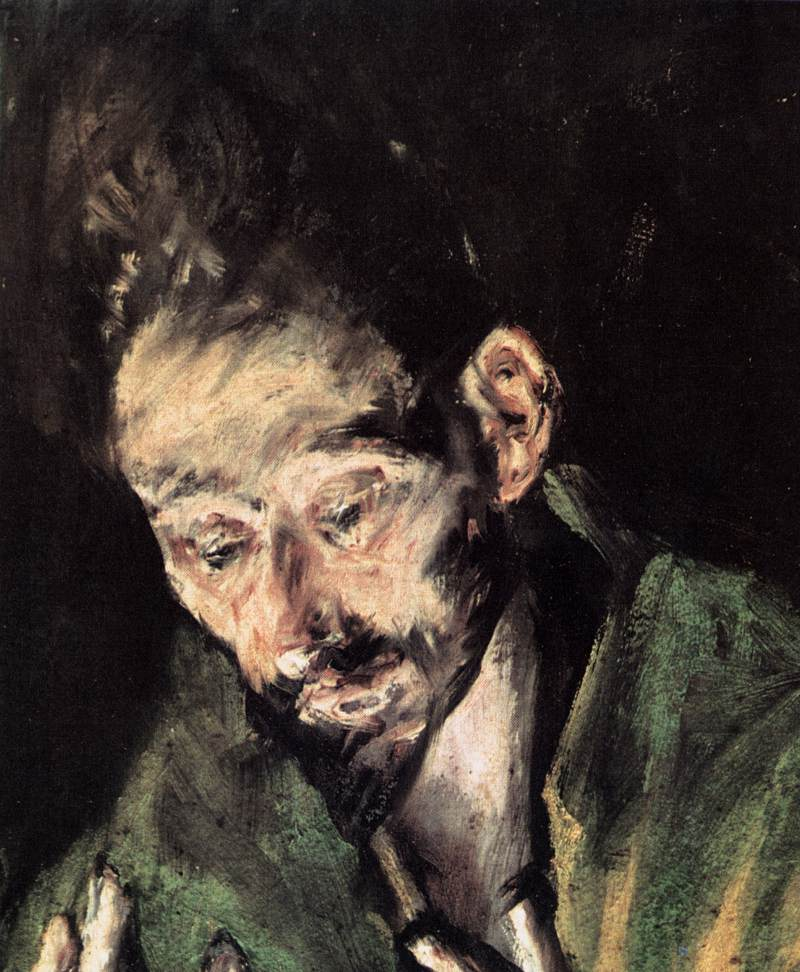
Detalle de Adoración de los pastores, donde pueden apreciarse las pinceladas de El Greco, 1612-1614 (pincelada rápida y "desunida", que enlaza la técnica de Tiziano con la de Velázquez).

Tintoretto pretendía conscientemente mantener un equilibrio entre la pincelada suelta y colorista de Tiziano y el disegno de Miguel Ángel; pero en sus últimas obras, caracterizadas por la prestezza (rapidez en la ejecución) buscaba una peculiar luz a través de masas espesas, lo que consiguió con una pincelada cada vez más fluida.
El Greco fue uno de los primeros pintores en usar cepillos de duros pelos de cerdo para conseguir trazos texturales, y también de los primeros en usar paleta o espátula de pintor (palette knife). Su pincelada o golpe de paleta queda "roto", sin intentar alisar la pintura, lo que supuso una evolución de la vigorosa pincelada pictórica de Tiziano consiguiendo un mayor efecto de emoción. Su crudo estilo tuvo un desigual aprecio de sus contemporáneos, y no fue valorado hasta su reivindicación a finales del siglo XIX.
En cambio, Caravaggio, el iniciador del Barroco, centró sus innovaciones técnicas en la iluminación tenebrista y optó por una pincelada invisible, donde no se aprecia el contacto entre cada toque, dando a la superficie un aspecto barnizado (seamless glazes). Otras escuelas barrocas eligieron otras soluciones: La pincelada de Rubens era fluida y enérgica, suelta y expresiva, con trazos amplios que le permitían captar el dinamismo de las figuras, particularmente las del cuerpo humano, produciendo una sensación de vibración. Se dice que fue el primer pintor que utilizó trementina para sus mezclas. El "gusto francés" se mantuvo, durante las últimas décadas del siglo XVII y las primeras del XVIII, en debate entre poussinistas y rubenistas en la llamada querelle des coloris ("querella de los colores"). 

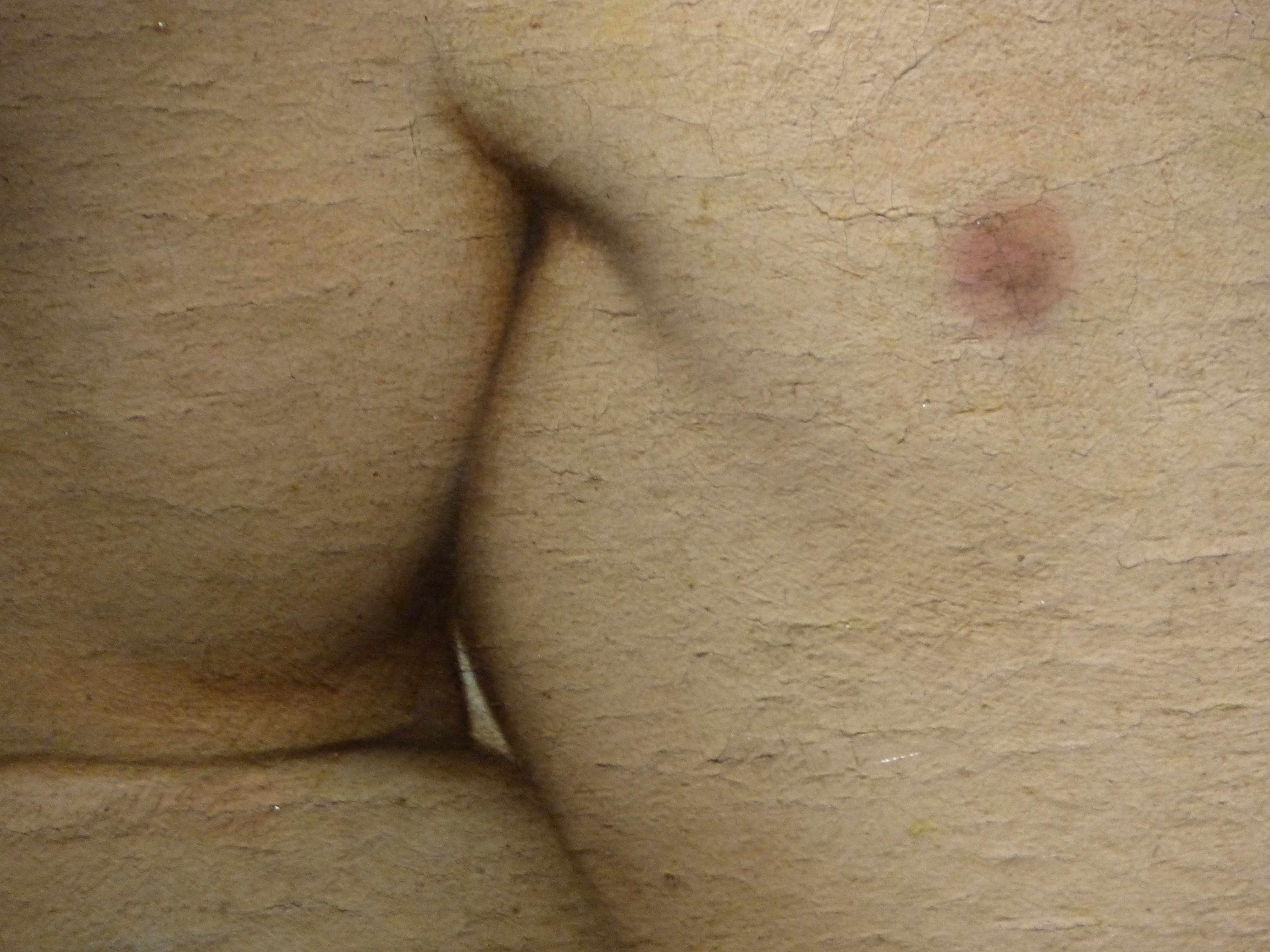
Detalle de Baco, de Caravaggio, 1598.
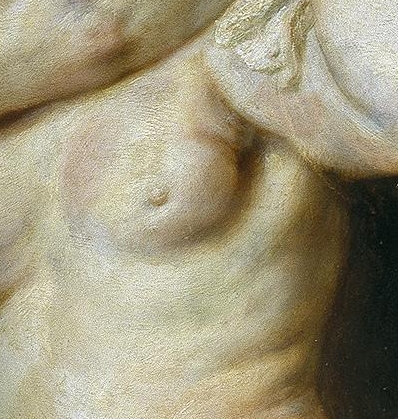
Detalle de Las tres Gracias, de Rubens, 1636-1639.
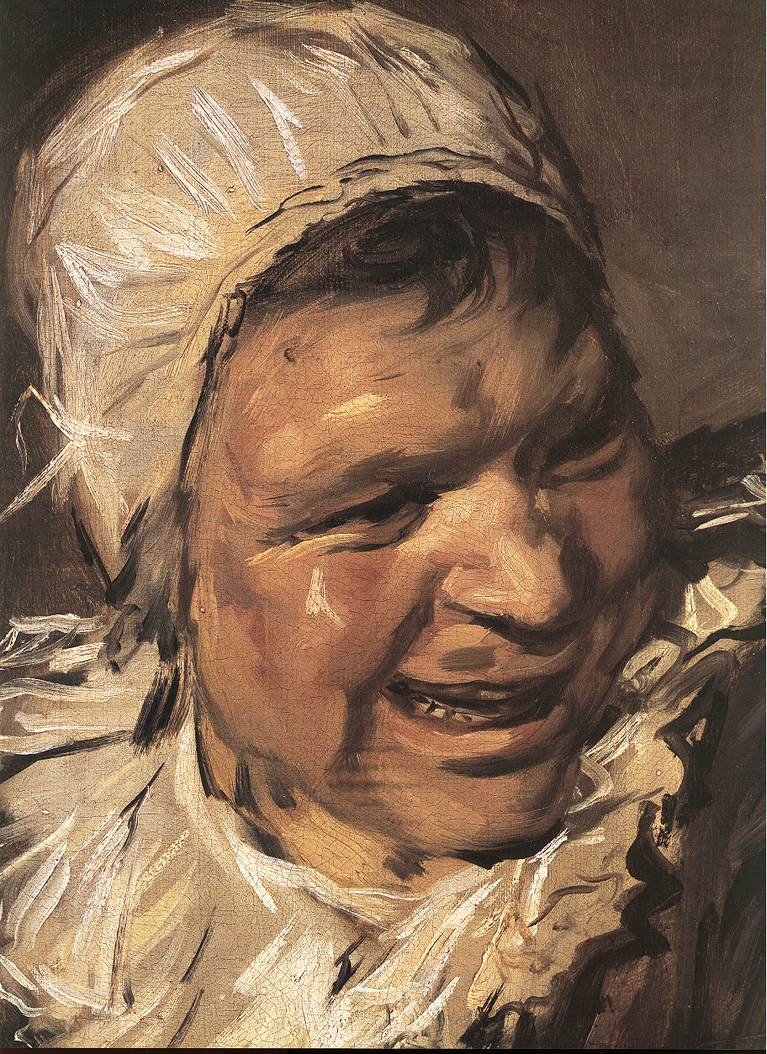
Detalle de Malle Babbe, de Frans Hals, 1633-1635.
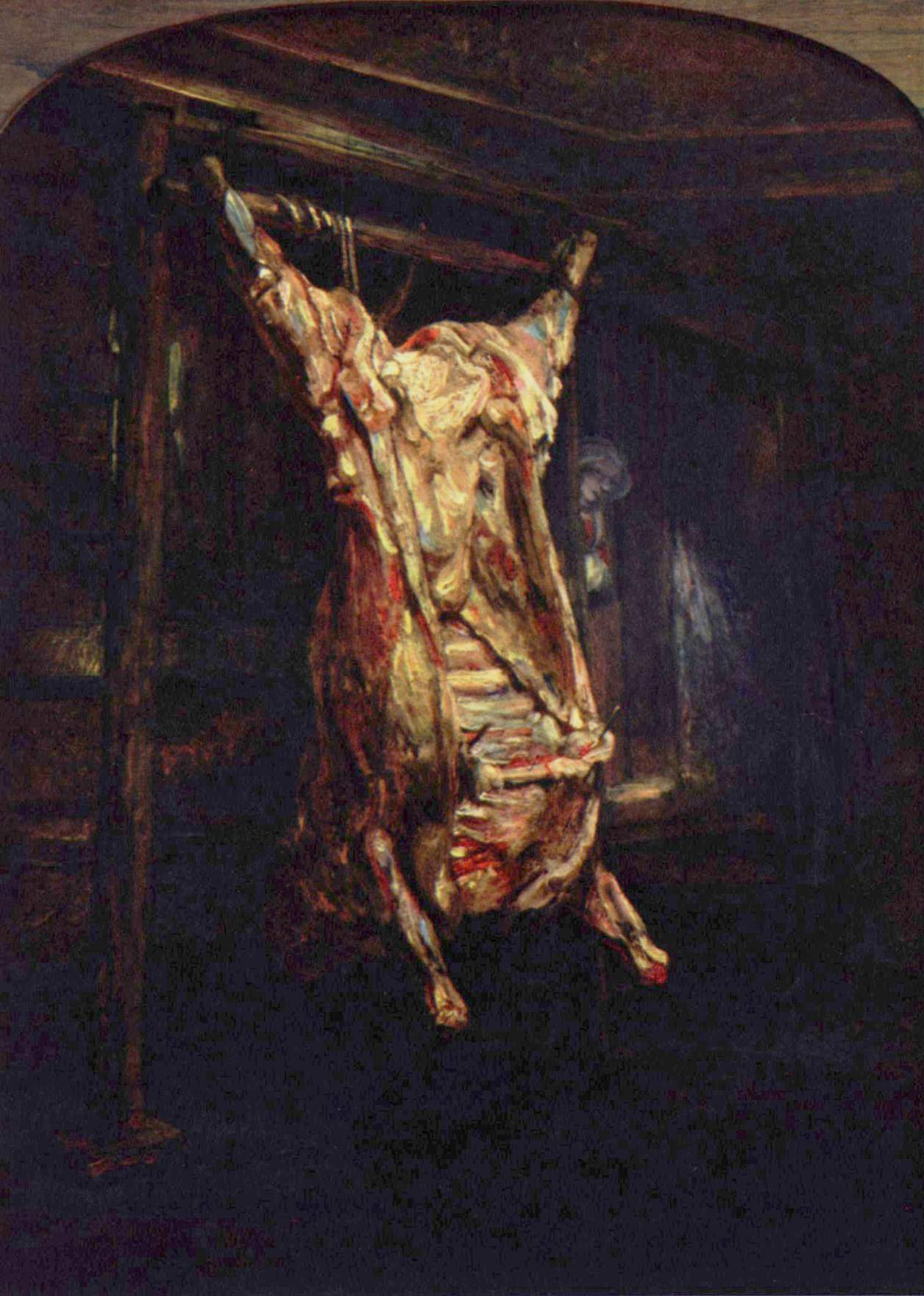
El buey desollado, de Rembrandt, 1655. "Las pinceladas gruesas y violentas, que contienen incluso grumos de óleo, son tan sueltas que anticipan el expresionismo".

La pintura holandesa del siglo XVII se caracteriza, de modo general, por una pincelada suelta y liviana, ejemplificada en la de Frans Hals. En cambio, las pinceladas de Rembrandt son diversas, se caracterizan por su falta de uniformidad. Se ha señalado que Rembrandt y Hals, junto con otro extraordinario pintor de su época, Velázquez, representan un paso extraordinario en la historia de la pincelada, no solo por su maestría en los métodos de aplicación de capas gruesas y finas, sino por dar paso a la bravura o expresión en un solo toque, que es básicamente una pincelada atrevida, que se deja intencionadamente visible y suele ser una pincelada direccional, es decir, que se aplica en una dirección o con un cierto movimiento según conviene a una figura o a un aspecto del cuadro. Se decía de Rembrandt que hacía de una pincelada lo que a otros les hubiera llevado cinco pasadas.

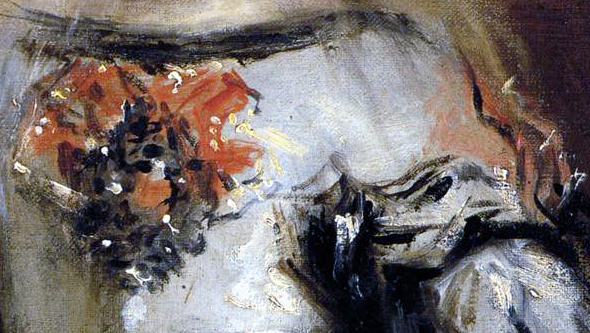
Detalle de Las meninas (1656), donde pueden apreciarse las pinceladas de Velázquez (pincelada suelta).
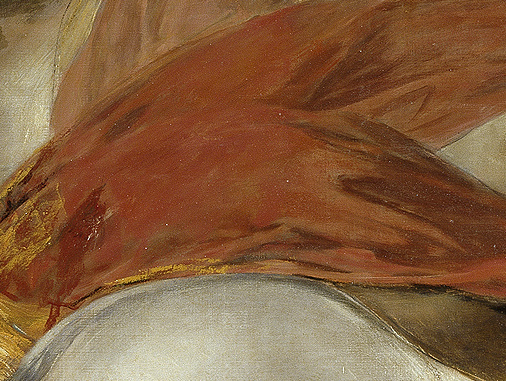
Detalle de La carga de los mamelucos (1814), donde pueden apreciarse las pinceladas de Francisco de Goya (pincelada abocetada, sin dibujo previo, rápida, pastosa).

Como también ocurre con la de El Greco, es habitual describir la pincelada de Velázquez (libre y espontánea, gestual y expresiva, propia de una pintura alla prima -prefería levantar con la espátula la pincelada que no le satisfacía-, y que logra impastos y trazos característicos, con brochazos entrecortados, al emulsionar el óleo con temple y añadirle "cargas" -polvos inertes-) o la de Francisco de Goya (suelta, independiente del dibujo) como precedentes de las que se consideran propias de movimientos muy posteriores, de la pintura contemporánea, como el Impresionismo o el Expresionismo.

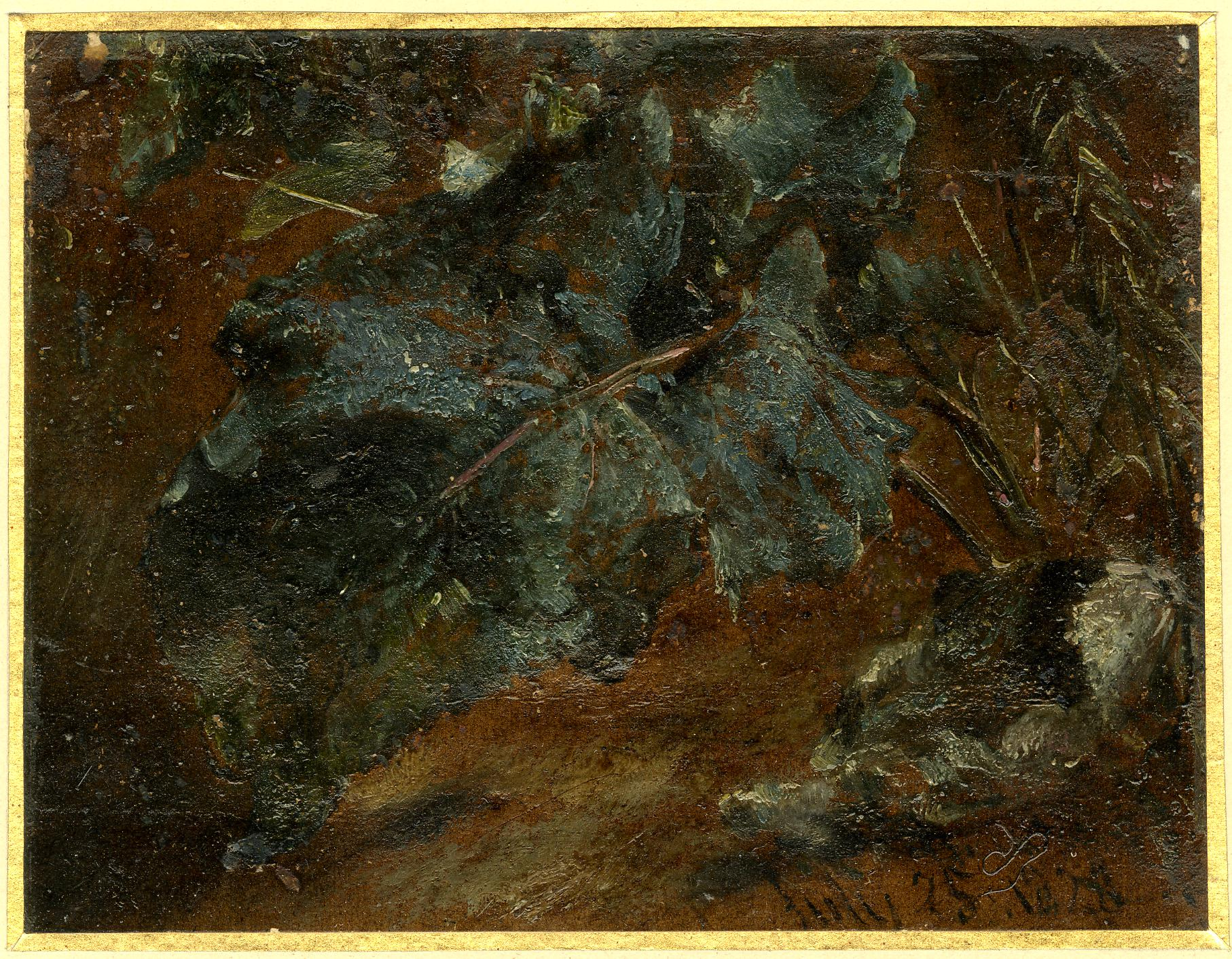
Estudio de hojas de acedera, de John Constable, 1828.
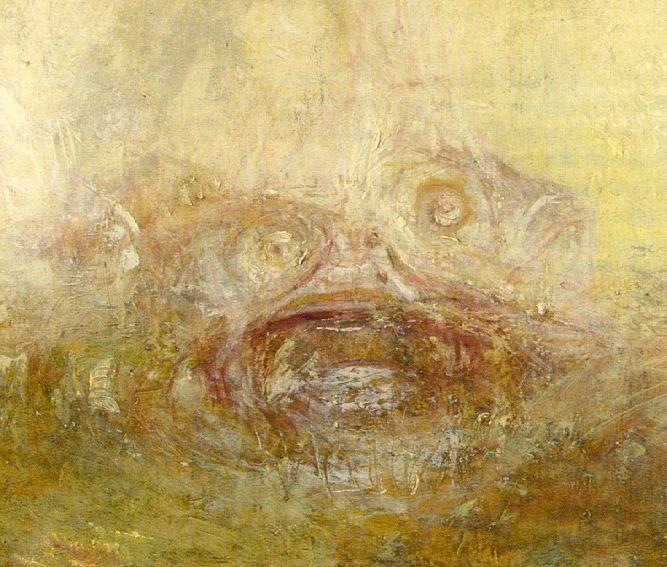
Detalle de Amanecer con monstruos marinos (ca. 1845), donde se puede apreciar la pincelada de J. M. W. Turner.
El baño turco, de Jean Auguste Dominique Ingres, 1862.
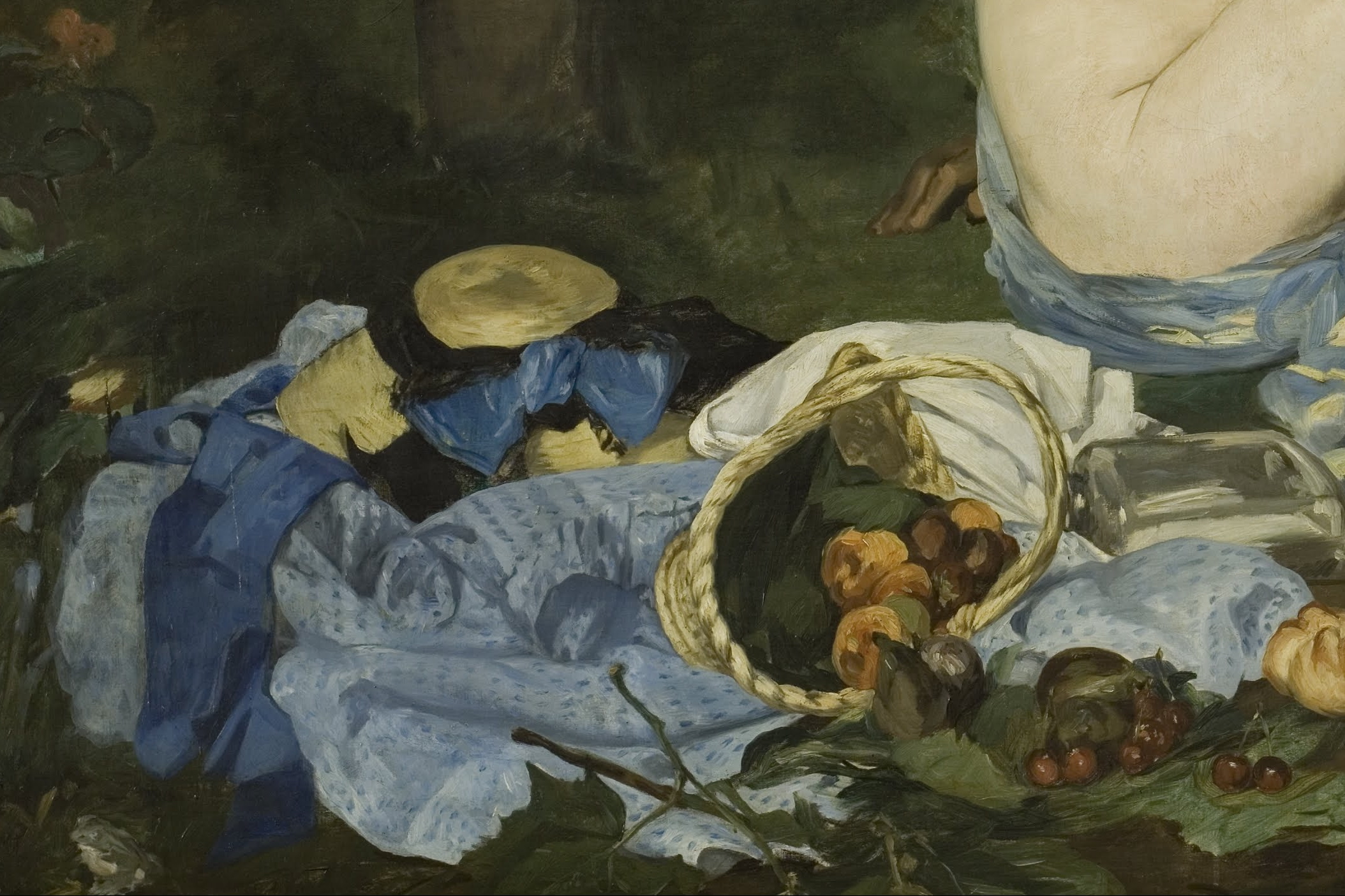
Detalle de Almuerzo sobre la hierba (1863), donde se pueden apreciar la pincelada de Édouard Manet.
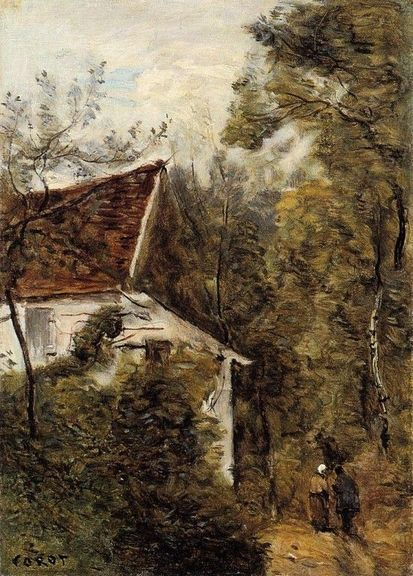
Luzancy, el camino a través del bosque, de Camille Corot, 1872.

En cambio, la pincelada invisible, de perfiles nítidos, es propia del Neoclasicismo, que fue el referente estético de la pintura academicista hasta que se impuso la ruptura de las vanguardias un siglo más tarde. Simultáneamente, a lo largo de los dos primeros tercios del siglo XIX, se sucedieron las propuestas alternativas del Romanticismo, el Realismo y la escuela de Barbizon. John Constable pintaba estudios al óleo sobre el terreno con vivas pinceladas de técnica libre que le permitían capturar los rápidos cambios de los elementos de la naturaleza. Con el tiempo fue utilizando el impasto mucho más que en cualquier paisajista anterior (como Ruisdael, que le influyó mucho), para ganar expresividad. Incluso sin pincel ni paleta, añadía pequeñas manchas de pintura blanquecina para añadir textura, lo que fue recibido con irritación por la crítica. Solo vistas desde la distancia, el aparente caos cobraba sentido. Al final de s carrera se decantó por la acuarela como vehículo expresivo más eficaz, que permitía añadir coladas y torbellinos de pigmentos licuados a sus técnicas anteriores de pincelada. Tanto en acuarela como en óleo, su rival J. M. W. Turner (con quien tuvo un sonado incidente en el Varnishing Day de la exposición de la Royal Academy de 1832 por la adición de una atrevida pincelada, que Constable comparó con el disparo de un arma) también fue un gran innovador, especialmente en la transparencia y el uso de superficies blancas para representar condiciones atmosféricas. Progresivamente sus obras buscan menos el detalle, y sus métodos de aplicación añadieron el impasto y el uso de paletas al fino barnizado transparente, aunque también da pinceladas direccionales extremas que dan sensación de dramatismo. Camille Corot pretendía capturar lo que veía en la naturaleza para hacer experimentar al espectador lo que él experimentaba; para ello su pincelada era tenue y su toque muy ligero, deslizando el pincel casi seco sobre la superficie, y añadía pequeños toques, obteniendo la sensación del paso de la brisa. Su opción por la espontaneidad del plen air y su adición de blanco para capturar la luz natural le hacen precursor de los impresionistas. No obstante, es Manet el que más generalmente se considera el puente entre Realismo e Impresionismo. Su pinceladas son individuales y direccionales, bastante cortas y repetitivas, no buscando gradientes graduales sino parches de color, limitando el sombreado e incluyendo contornos duros. Insistía en pintar alla prima con capas singulares de impasto, capturando los colores deseados en un solo intento.

Detalle de Baile en el Moulin de la Galette (1876) donde pueden apreciarse las pinceladas de Auguste Renoir (pincelada impresionista).
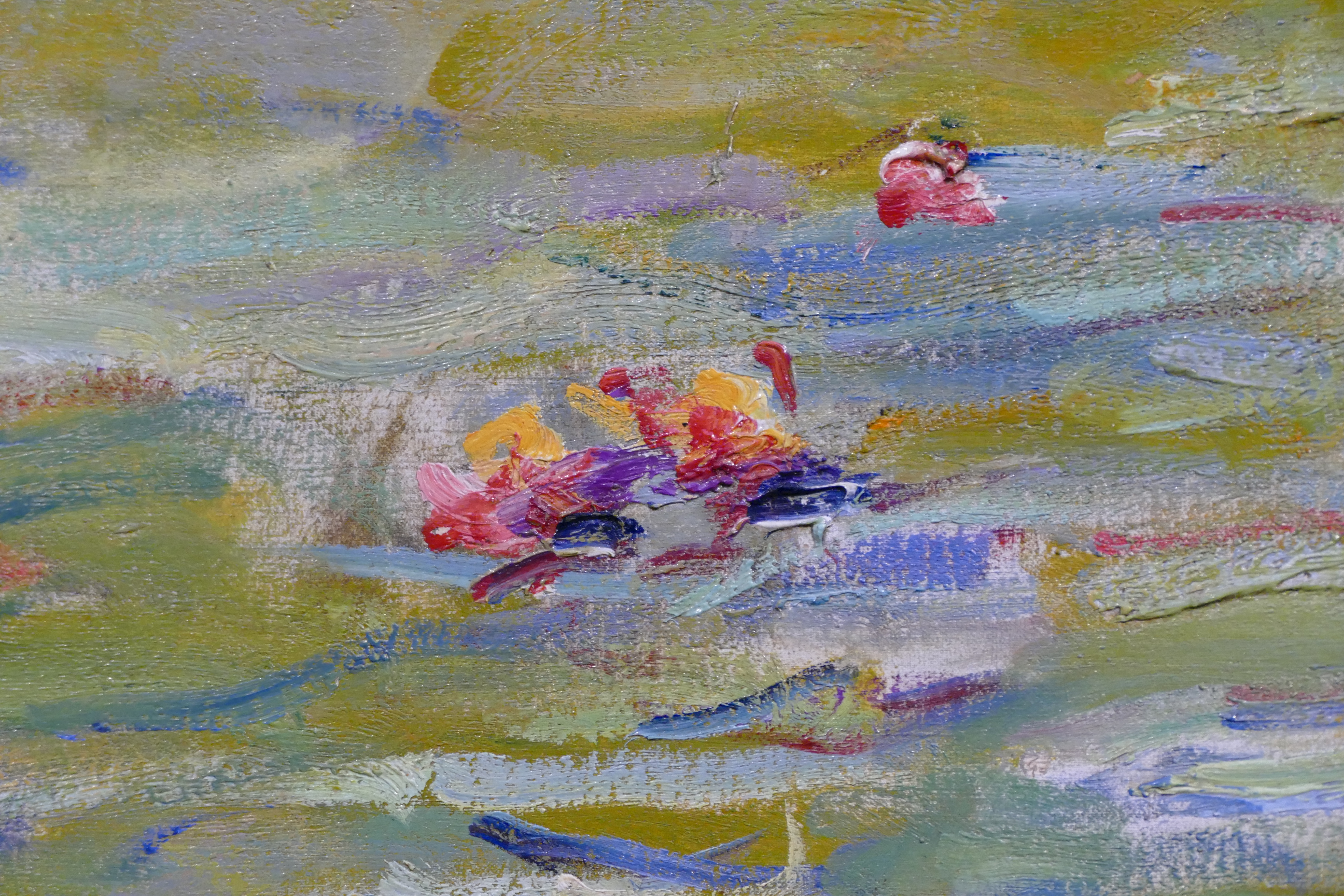
Detalle de una de las obras de la serie Nenúfares (desde 1897), donde pueden apreciarse las pinceladas de Claude Monet (pincelada impresionista).
Detalle de Tarde de domingo en la isla de la Grande Jatte (1884-1886), donde pueden apreciarse las pinceladas de Georges Seurat (pincelada puntillista).
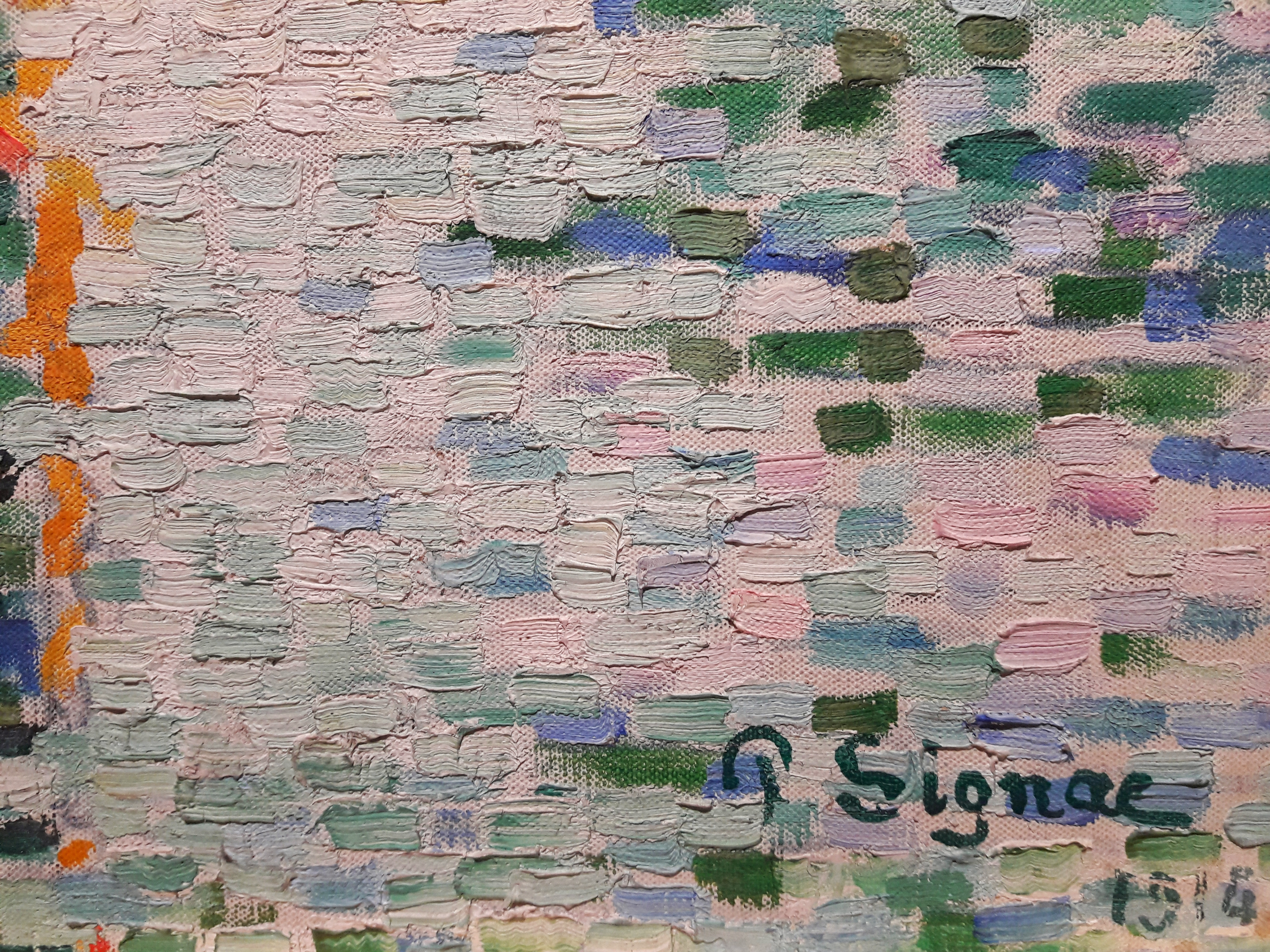
Detalle de Antibes - Mañana (1914), donde pueden apreciarse las pinceladas de Paul Signac (pincelada puntillista, en este caso pinceladas cortas paralelas que rellenan toda la superficie).

La era industrial supuso cambios, tanto tecnológicos como conceptuales (la disponibilidad de la fotografía que hacía obsoletos muchos usos tradicionales de la pintura, el fácil acceso al óleo en tubos normalizados), que explican en cierta medida la revolución de la pincelada que se evidenció en el Impresionismo. Claude Monet fue el primer artista en desarrollar un sistema de pinceladas más cortas y más rápidas, vigorosas, sin cambiar de tamaño en función de la profundidad, resultando en líneas rotas de gran expresividad. Se ajustaban a las necesidades de la pintura al aire libre, sobre lienzos de tamaño transportable junto a los caballetes portátiles y las cajas de tubos y pinceles, permitiendo la plasmación de un fugaz instante de luz y atmósfera, aunque tuviera que visitar repetidamente un lugar para conseguirlo. Como Corot, añadía blanco a todos sus colores. Con el tiempo su estilo evolucionó hacia una técnica de líneas y manchas más empastadas. Su compañero Pierre-Auguste Renoir usaba pintura mucho más ligera, con capas traslúcidas que parecen acuarelas y efectos de desvanecimiento (feathering) con las cerdas de un cepillo o frotando la superficie pictórica para obtener una fina capa. Aplicaba los colores directamente con una gran libertad de pincelada sobre un lienzo húmedo para mezclarlos directamente sobre él en vez de en la paleta, creando sus motivos coloristas con capas traslúcidas y manchas.
La pincelada impresionista y la pincelada puntillista son dos técnicas opuestas, aunque muy cercanas en su origen: la Francia de finales del siglo XIX, escandalizada por la primera exposición impresionista (1884). La espontánea pincelada impresionista, resultado de un trabajo rápido, a menudo realizado sin dibujo previo y al aire libre (au plen air), puesto que se busca captar la luz instantánea y unas condiciones meteorológicas cambiantes, es suelta y vigorosa, pudiendo ser diluida o densa según la intención buscada. La pincelada puntillista no es espontánea, y exige una planificación detallada y un muy prolongado tiempo de elaboración. Los puntillistas, también llamados divisionistas o neoimpresionistas siguieron la propuesta de Georges Seurat, que buscaba un método más ordenado de aplicar la pincelada, hacerla "científica" e impersonal, y lo encontró en el verano de 1885: toques del mismo tamaño, que al situar los colores complementarios uno junto a otro, sin mezclar o con mezclas muy simples, dejaban que fuera el espectador el que los percibiera mezclados ópticamente, incrementando el efecto de luz brillante vibrando en la atmósfera al ver la obra a cierta distancia.

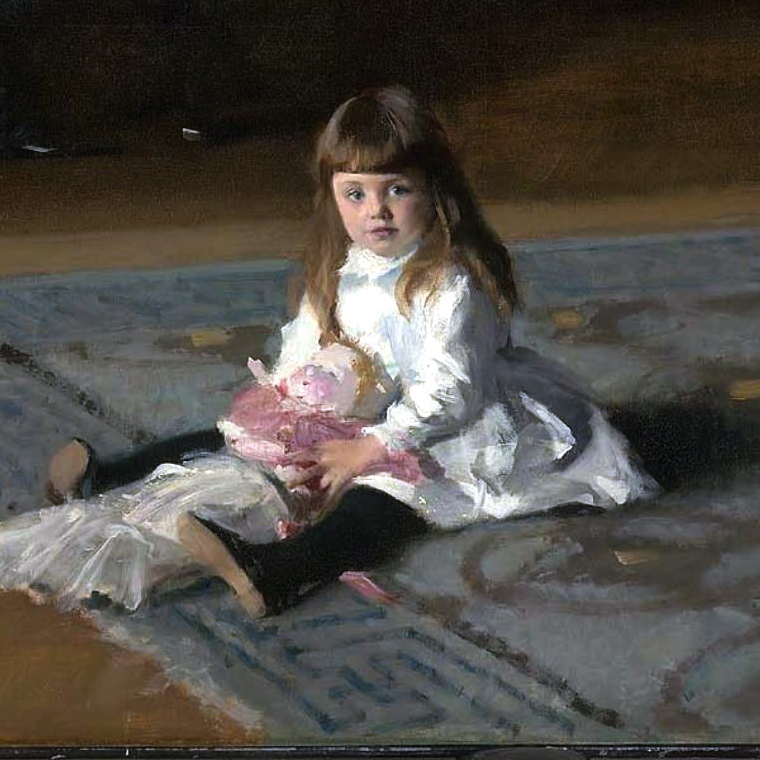
Detalle de Las hijas de Edward Darley Boit, de John Singer Sargent, 1882.
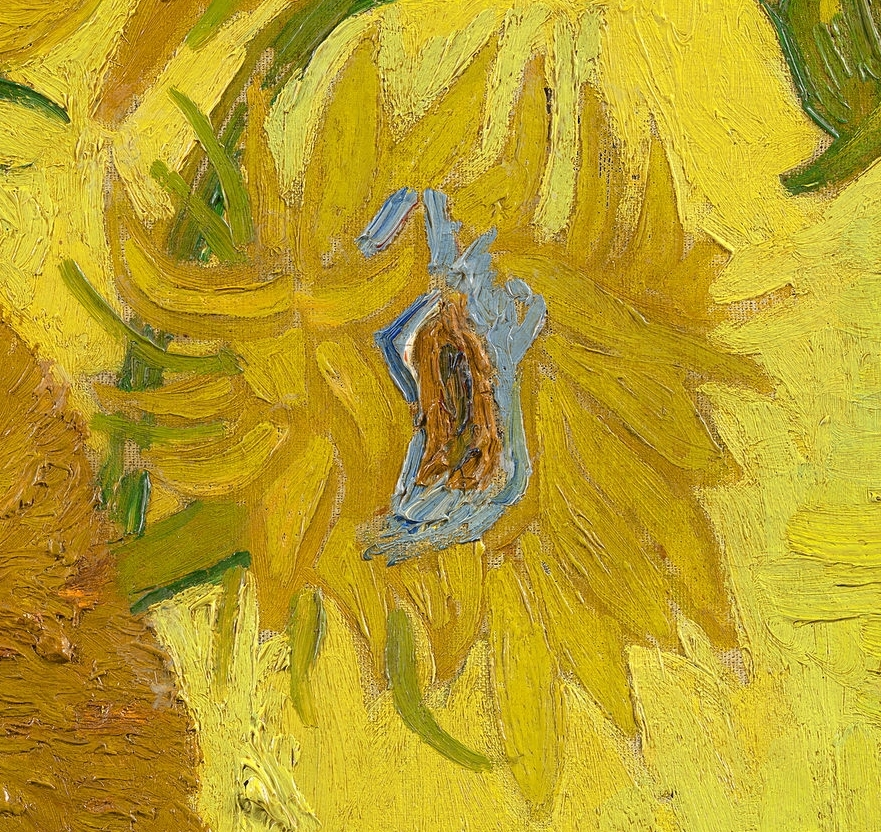
Detalle de una de las versiones de Los girasoles, de Vincent van Gogh, 1889.
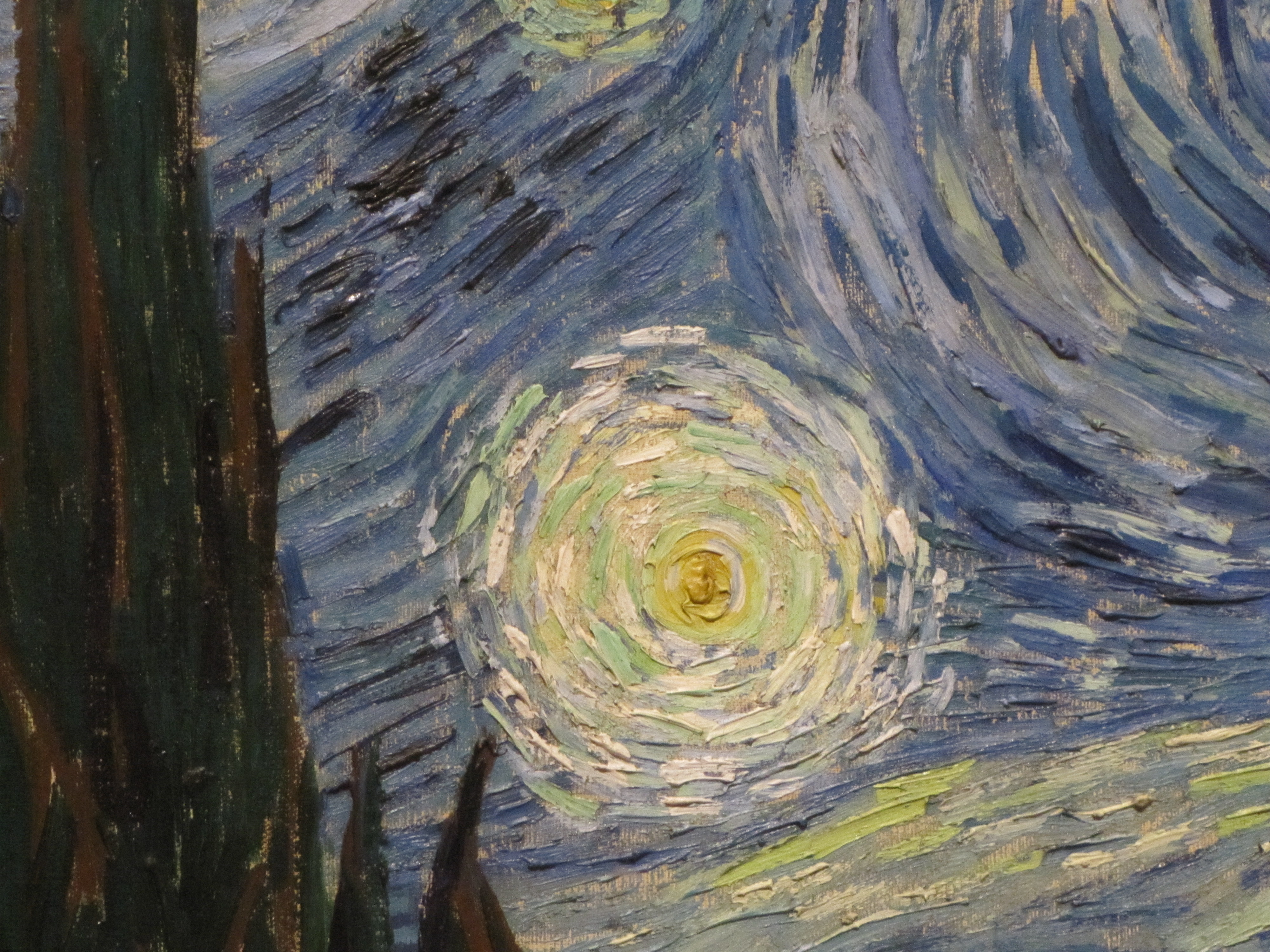
Detalle de La noche estrellada, donde pueden apreciarse las pinceladas de Vincent Van Gogh, 1889 (pincelada gestual, empastada, larga y rápida).

La época del cambio de siglos XIX al XX supuso libertad artística sin precedentes; y por tanto técnicas enormemente diversas. Por citar sólo dos pintores que trabajan en las últimas décadas del XIX: mientras Vincent van Gogh realizaba sus obras con pinceladas direccionales de inconfundible personalidad (pero nulo éxito comercial en vida), John Singer Sargent consiguió triunfar con la bravura de su pincelada. Similar pincelada se puede encontrar en Joaquín Sorolla; y anteriormente en los macchiaioli o en Mariano Fortuny; por no remontarse al siglo XVII, con el ejemplo de Frans Hals, que para Van Gogh fue un referente.

Lo que me ha sorprendido de manera especial, cuando volví a ver los antiguos cuadros holandeses, es que casi todos fueron pintados rápidamente. Los grandes maestros como Hals, Rembrandt, Ruysdaël, y tantos otros, se dedican tanto como pueden al motivo al principio y apenas vuelven sobre él más adelante. Y aún más: cuando algo les gustaba, no lo retocaban más. He admirado especialmente las manos de Rembrandt y de Hals, manos con vida, pero que no estaban terminadas, en el sentido que quieren darle ahora por fuerza a la palabra «terminar»; ciertas manos, concretamente las de Los síndicos de los pañeros e incluso en La novia judía, y también en Frans Hals. También las cabezas, los ojos, la nariz, la boca, hechos con una primera pincelada, sin más retoques. ... Theo, ¡qué necesario es en los tiempos que corren, ir a ver de vez en cuando los antiguos cuadros holandeses! Y los franceses: Corot, Millet, etc. Del resto se puede prescindir fácilmente, algunos están más influidos de lo que creen. Pintar de un golpe, si es posible, de una vez! ¡Qué placer ver así un Frans Hals! ¡Qué distinto de los cuadros (¡hay tantos!) en los que todo es minucioso, perfilado cuidadosamente por igual! De paso, vi también algún cuadro de Meissonier, los de Fodor, el mismo día en que vi a los viejos maestros holandeses sobre todo Brouwer, Ostade y Terburg. Pues bien, Meissonier hace lo mismo que ellos, una pincelada pensada, muy calculada, pero de una vez y, si es posible buena a la primera. Creo que es preferible eliminar con un cuchillo la parte no conseguida y volver a empezar desde el principio que retocar mucho después.
(...)
Acabo de ver algunos Frans Hals; ya sabes mi entusiasmo y sabes que, desde mi llegada, te escribí largamente diciéndote que es preciso plasmar el tema de una sola vez... pintar de una vez, pero poniendo en ello todo el alma, toda la atención. Actualmente, nada me gusta más que pintar, pintar y tambien dibujar con el pincel, en vez de empezar esbozando con carboncillo. ... los antiguos holandeses ... creo que en la mayoría de los casos empezaban, continuaban y terminaban con pincel y que no rellenaban.
Vincent van Gogh, Cartas a Theo

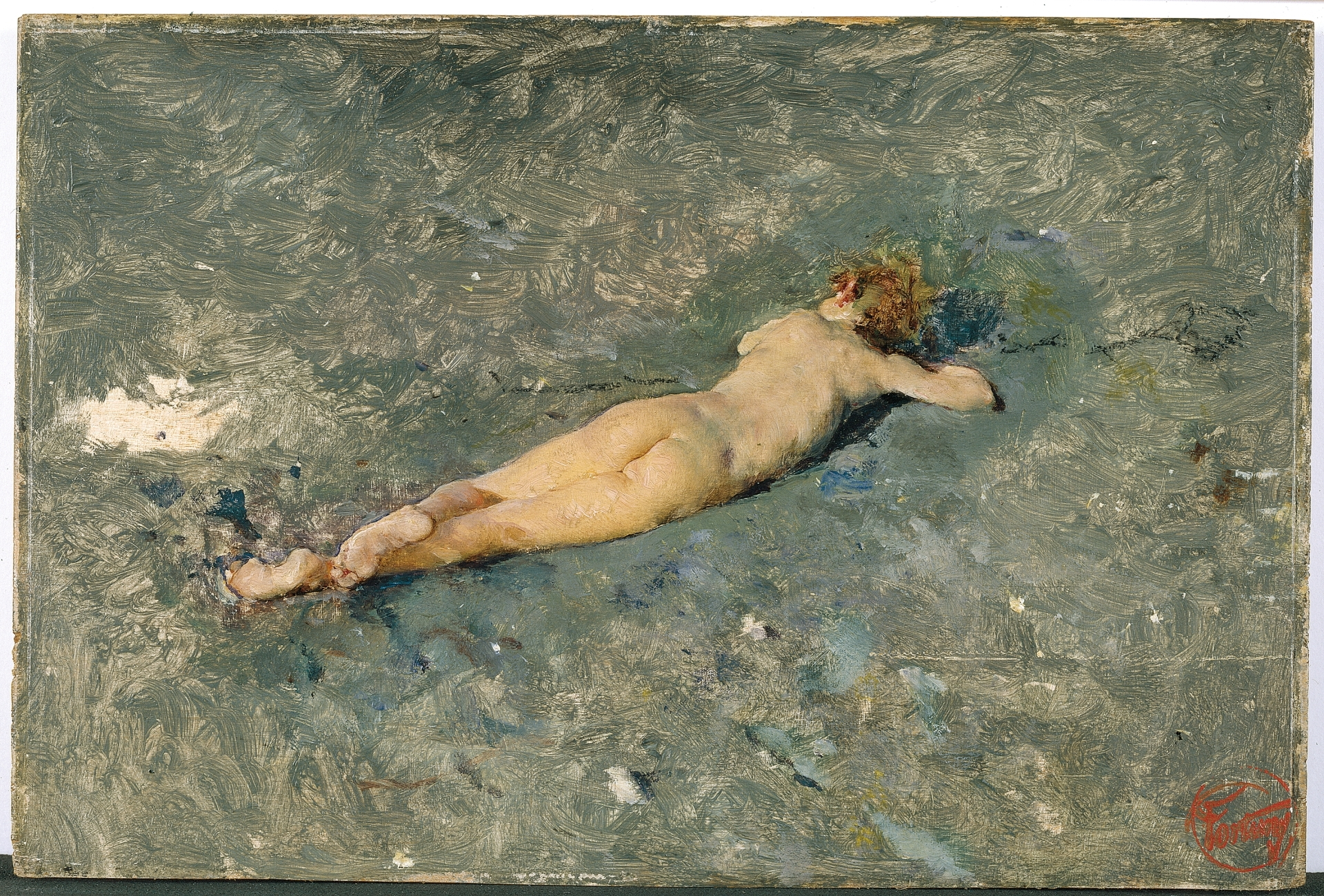
Desnudo sobre la playa de Portici, de Mariano Fortuny, 1874.
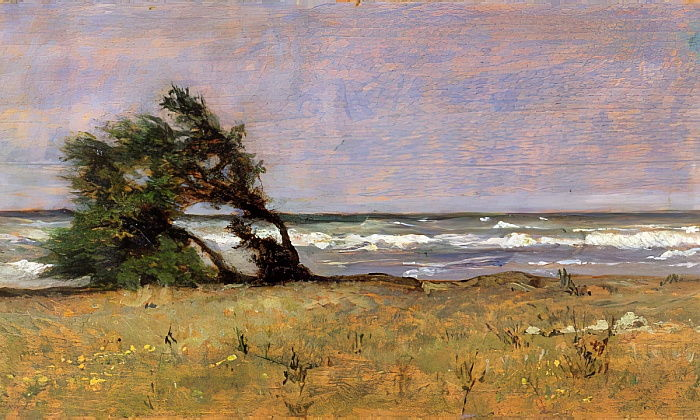
La tempestad, de Giovanni Fattori, 1878.
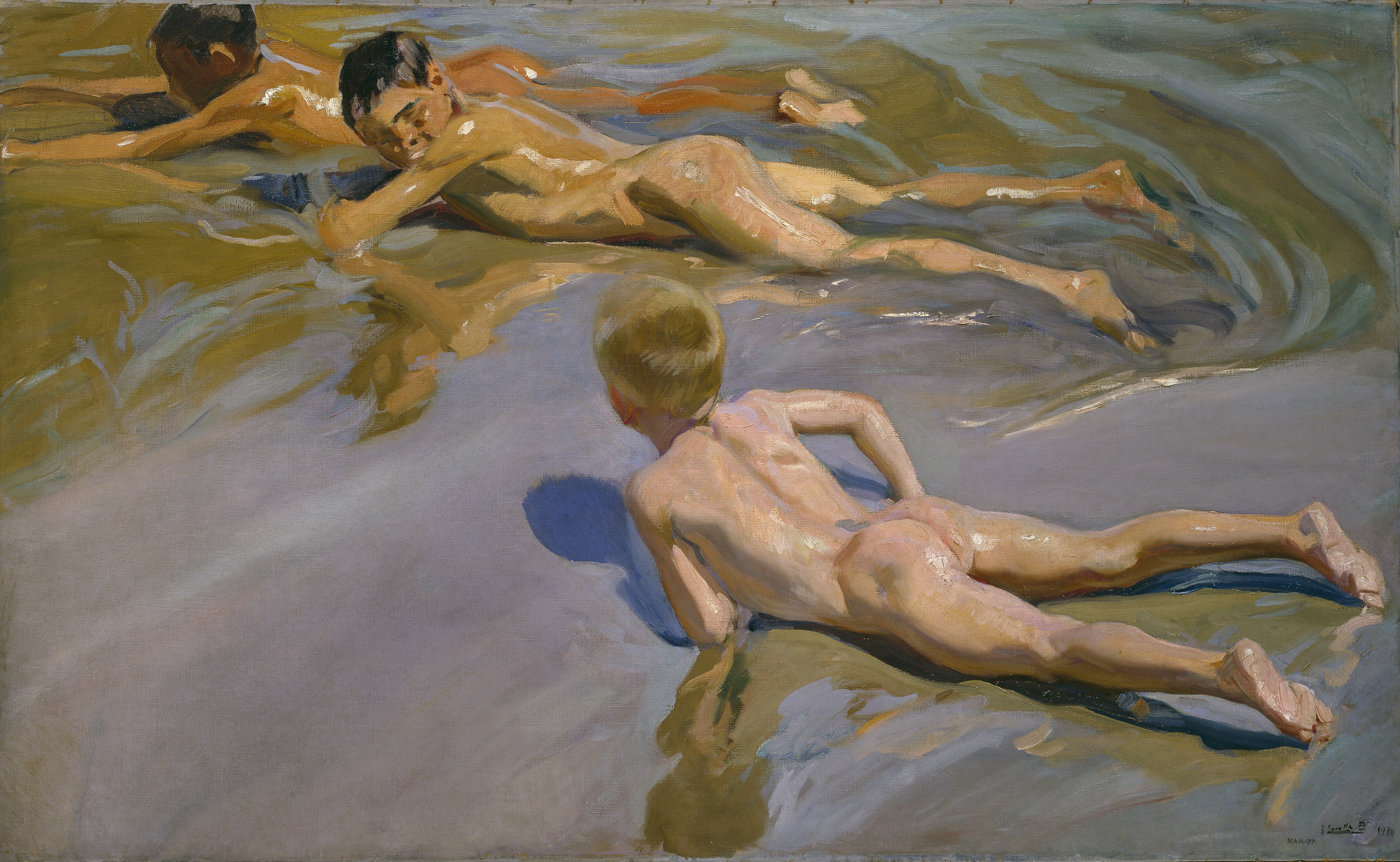
Chicos en la playa, de Joaquín Sorolla, 1910.
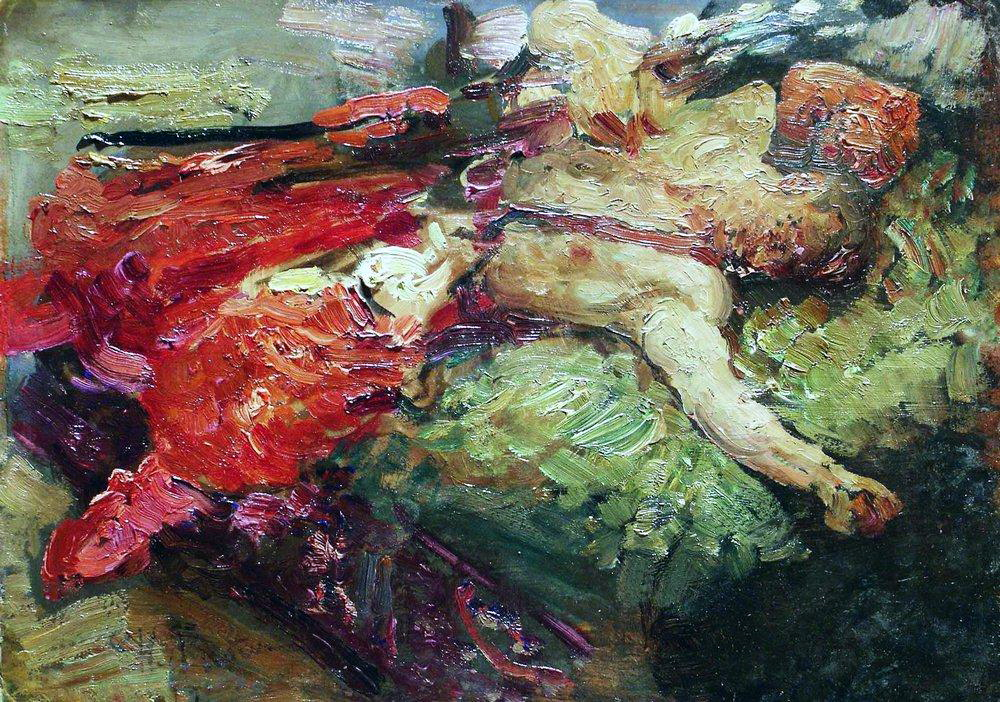
Cosaco durmiendo, de Iliá Repin, 1914.

Con una trayectoria más prolongada que el efímero Van Gogh, otras dos figuras etiquetadas también como "postimpresionistas", Paul Cézanne y Paul Gauguin, son iniciadores de la pintura del siglo XX en su innovador tratamiento de formas, colores y líneas, con grandes zonas de apariencia plana claramente perfiladas y de colores simples, desinteresándose por la corrección geométrica de la perspectiva. El estilo de pincelada de Gauguin  se describió con la denominación cloisonnisme por su similitud con el acabado metálico del esmalte (cloisonne): su aplicación de la pintura era muy plana y sus pinceladas casi indistinguibles. Cézanne, considerado el puente entre Impresionismo y Cubismo, usaba superficies de color planas y repetitivas y pinceladas direccionales rítmicas en líneas diagonales casi paralelas; preocupándose por el color de cada pincelada, pues consideraba que cada una de ellas era importante. Incluso el impresionista Renoir, que en la década de 1880 entró en contacto con él, cambió su estilo e incorporó a sus obras esas pinceladas direccionales repetitivas.

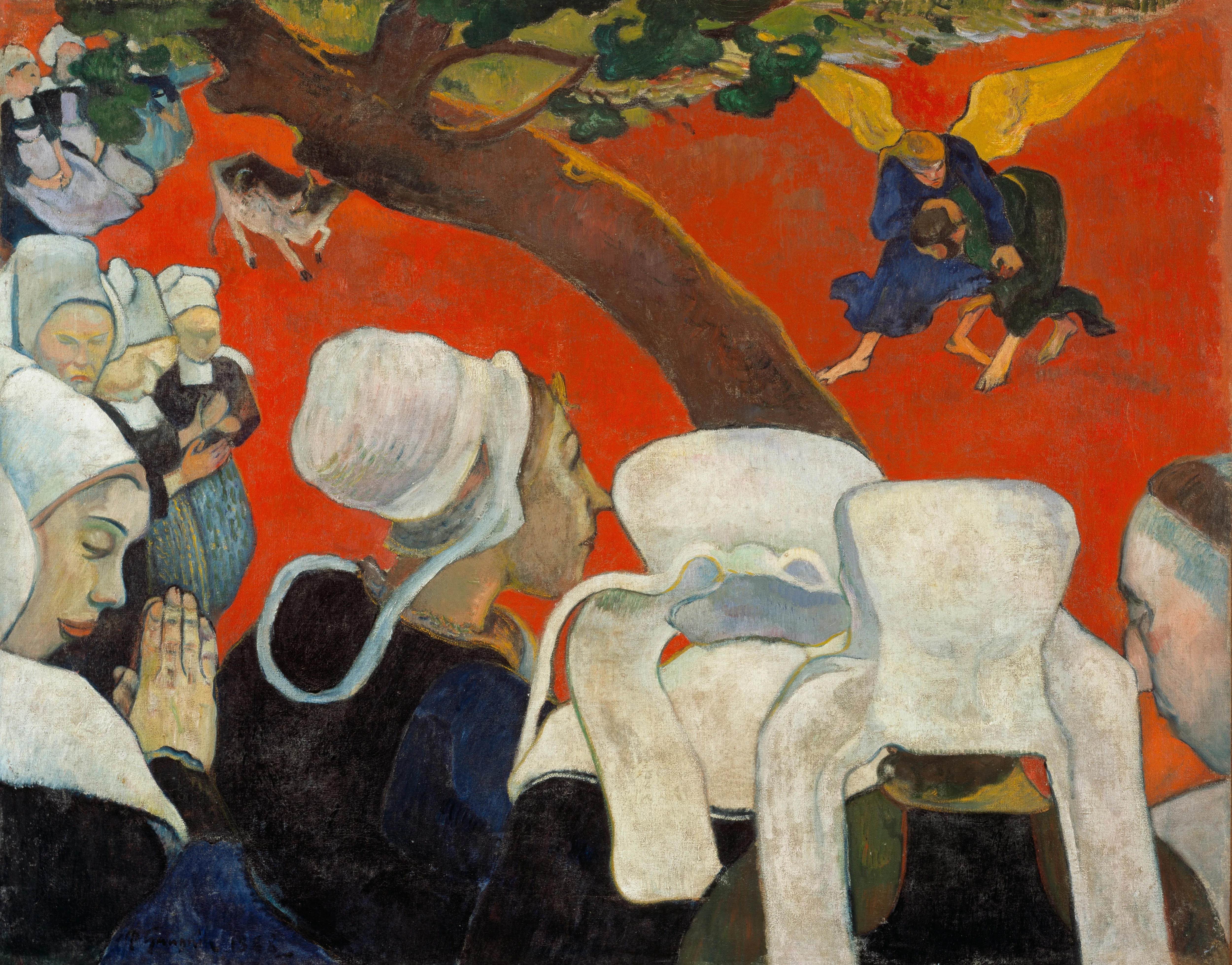
La visión tras el sermón, de Paul Gauguin, 1888.
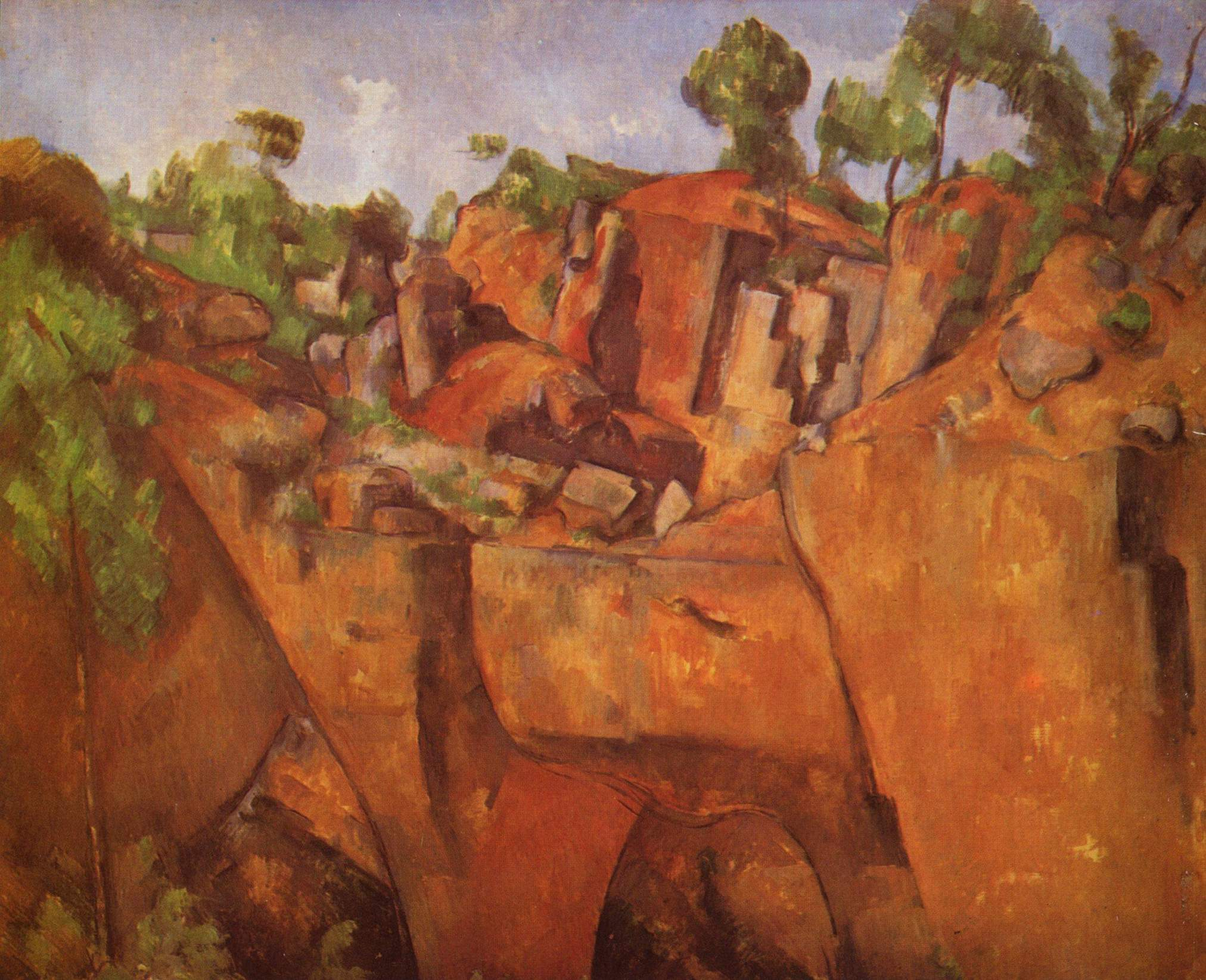
La cantera de Bibémus, de Paul Cézanne, ca. 1895.

La segunda fase del Cubismo, el Cubismo sintético, inauguró una nueva posibilidad a los pintores: renunciar, al menos parcialmente, al uso del pincel, mediante el collage. En la amplísima obra de Picasso, que visitó prácticamente todos los movimientos de vanguardia, es más típico usar una técnica de impasto aplanado muy grueso, cubriendo la mayor parte de la superficie con sólidas capas de pintura.
Las distintas corrientes de la abstracción no geométrica que se desarrollaron en Europa y Estados Unidos a mediados del siglo XX (expresionismo abstracto, informalismo, tachismo -de tache, "mancha"-) tenían en el gesto de la pincelada uno de sus principales vehículos de expresión, de lo que son ejemplo Tàpies (que abandona la pincelada en beneficio de la pintura matérica y la retoma en los años 1980) o Antonio Saura (que pasa de una "ejecución trabajada como una joya, con minuciosas pinceladas y bien fundidos empastes de color... [a] una pintura de mancha y de gesto"; en palabras de Juan Eduardo Cirlot: "La figuración, reducida al estado de apariciones turbulentas, agitadas y demoniacas, y la abstracción, particularmente sensibilizada por el empleo de la pincelada, en rápidos y grandes rastros que no sugieren nada corpóreo, se unen tan íntimamente en las obras de Saura que con frecuencia resulta difícil discernir si caben en uno u otro campo... Las pinceladas, o los arrancamientos de empaste a espátula, o los gestos, cruelmente trazados con el palo del pincel, giran arremolinados y confunden lo espiral con lo quebrado, con lo entrecortado en síncopas... Su investigación de los efectos posibles mediante la acumulación de pinceladas, la parcial destrucción de su materia, la combinación de contrastes tonales y de calidades táctiles, es extraordinaria"). Clyfford Still aplica la pintura tanto espesa con paleta como diluida con pincel, con pinceladas extremadamente activas que crean bordes irregulares cortando amplias zonas de color, dejando buena parte del lienzo sin alterar. Las masivas pinceladas de Franz Kline aparentemente son negras, pero en realidad se componen de múltiples pinceladas de negro y blanco en distintos tonos. Las pinceladas de Mark Tobey (white writing style) se inspiran en el trazo de las caligrafías orientales. La misma inspiración es evidente en la obra de Fernando Zóbel. En cambio, el dripping ("chorrear" o "gotear") característico de la Action painting (Jackson Pollock, Helen Frankenthaler, con distintas técnicas) no necesita el uso de pincel ni brocha, y aunque pintura se haga gotear o se arroje violentamente desde ellas, no se aplican sobre la superficie pictórica, que es lo que define el concepto de "pincelada" en sí. Gerhard Richter en vez de pincel utiliza una escobilla de goma de gran tamaño y termina de tratar la superficie pictórica con brocha o espátula. Wu Guanzhong utiliza pinceladas seguras de un solo trazo y salpicaduras.

Se atribuye a Francis Bacon que lo que más le interesaba de la pintura era saber cuánto podía expresar en un solo brochazo.

## Representación de pinceladas

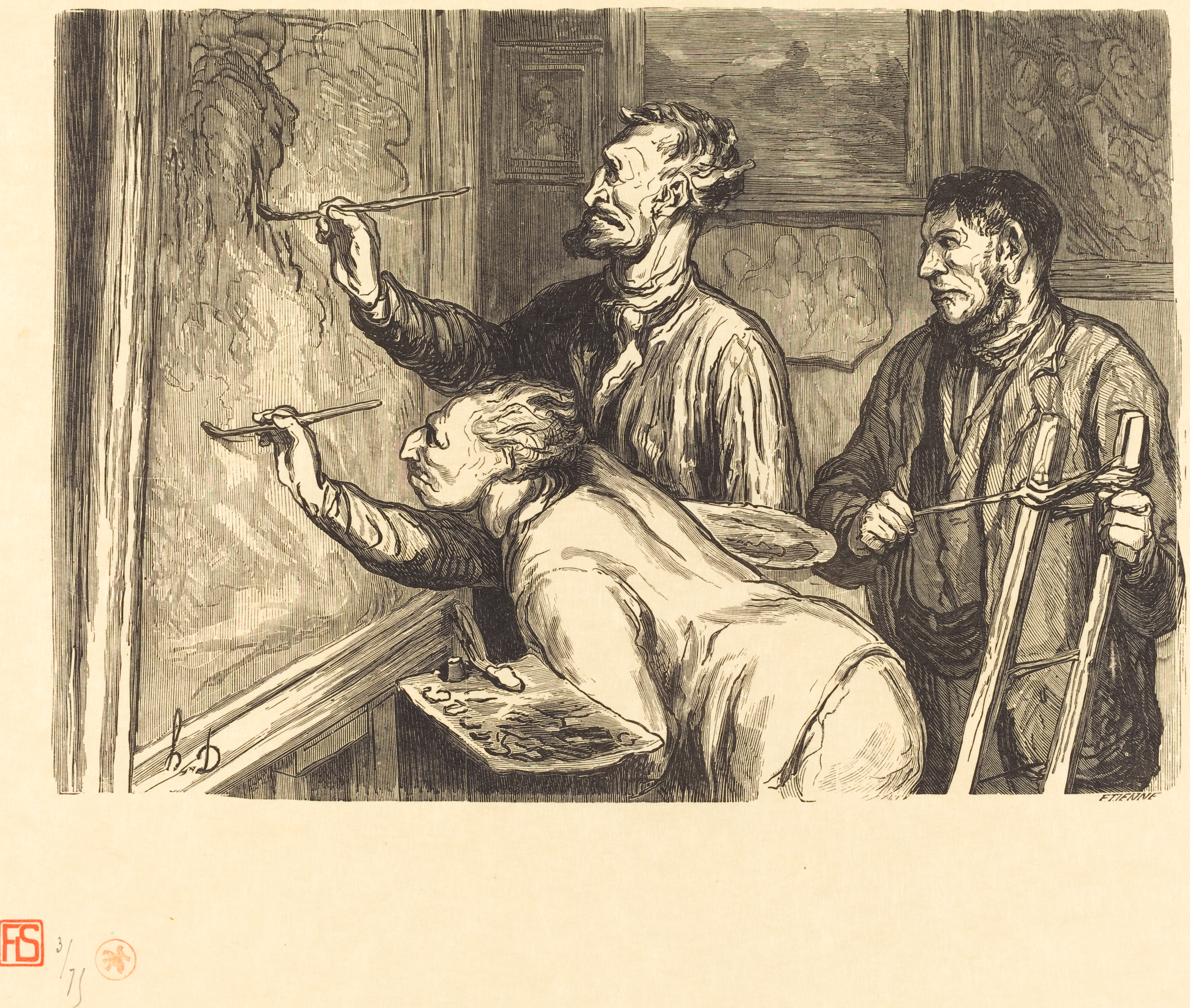
La última pincelada, de Honoré Daumier, sátira de la exposición de pintura de 1868.

Es habitual que en los autorretratos o retratos de pintores se representen en actitud de dar una pincelada, como muestra de su oficio. Es muy significativo que las mujeres pintoras hayan procurado retratarse no solo con los pinceles en la mano, sino aplicándolos al lienzo, como Sofonisba Anguissola, Lavinia Fontana, Artemisia Gentileschi, Marie Gabrielle Capet o Élisabeth Vigée Le Brun.
También puede darse esa representación con motivo satírico o de caricatura.
Sin tener por qué ser verdaderos retratos, eran temas tradicionales la representación de San Lucas retratando a la Virgen (muy habitual al ser San Lucas el patrón del gremio de los pintores -Guilda de San Lucas, Academia de San Lucas-), la alegoría de la Pintura o la anécdota de Apeles retratando a Campaspe.
Picasso, además de otras ocasiones en que colaboró con cineastas o se dejó filmar mientras trabajaba en alguna obra, se hizo filmar por una cámara situada tras un cristal sobre el que daba unas dinámicas pinceladas.
VER LA GALERÍA DE IMÁGENES EN COMMONS

## Arte oriental
En el arte oriental, particularmente en la pintura china y la pintura japonesa, el trazo de la pincelada cobró un singular valor. Como en la caligrafía china (shūfǎ) y la caligrafía japonesa (shodō), el gesto y movimiento de la mano (a mano alzada) genera la forma con toques exactos de pintura (o tinta) del pincel sobre el papel o la seda; en estilos que pueden pasar luego al grabado (Ukiyo-e). Un ejemplo es el género denominado Tsukinami-e. En la pintura china tradicional existen técnicas de uso del pincel que determinan distintas modalidades de trazo de la pincelada: gōngbǐ, mògŭ y xiěyì.

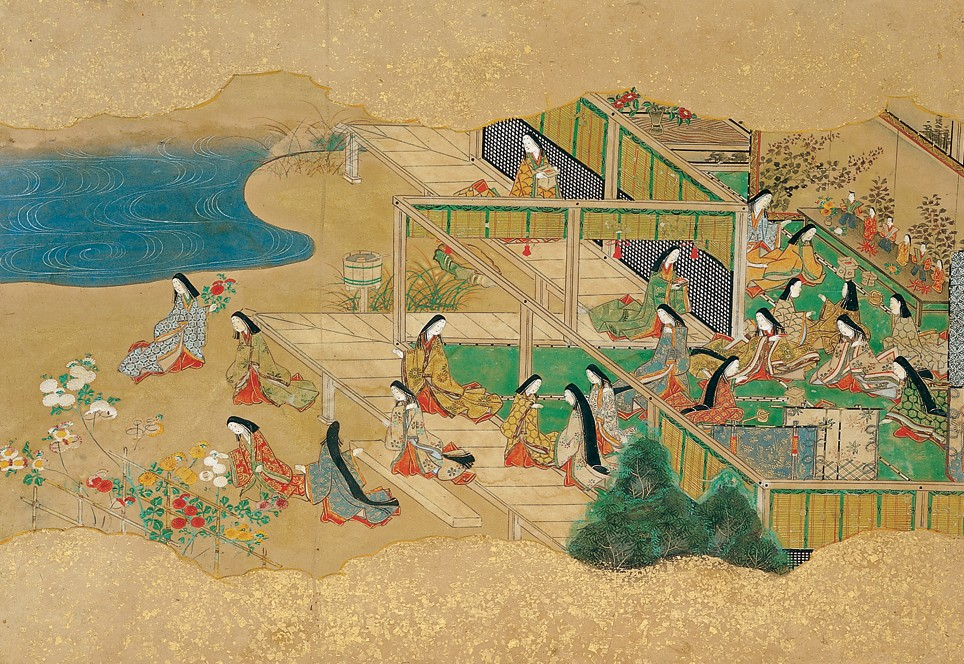
Actividades de los doce meses del año (Tsukinami-e), 1667-1699.
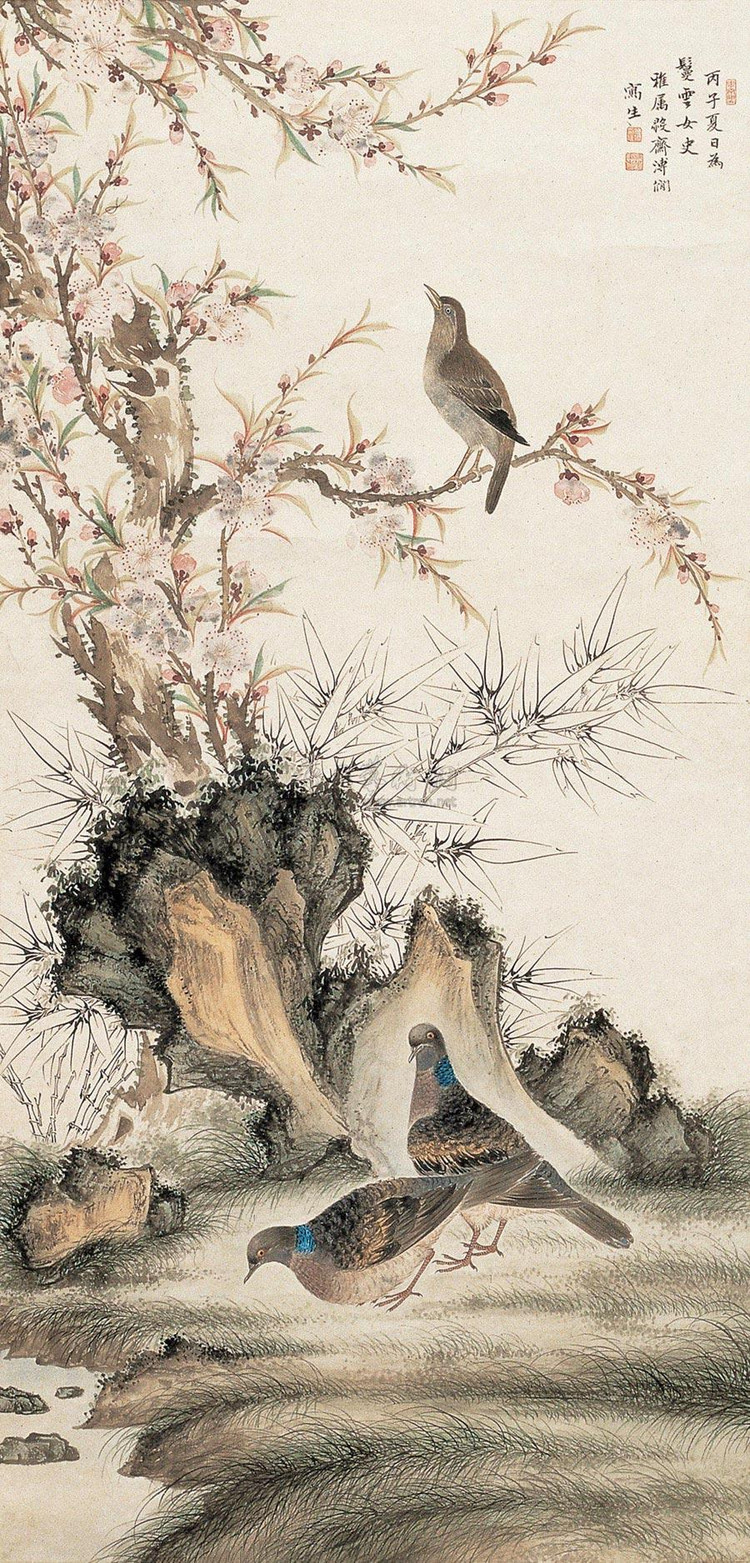
Pintura de Pu Xian, 1936, ejemplo de pincelada gōngbǐ.
Inmortal, de Liang Kai, siglo XIII, ejemplo de pincelada xiěyì.

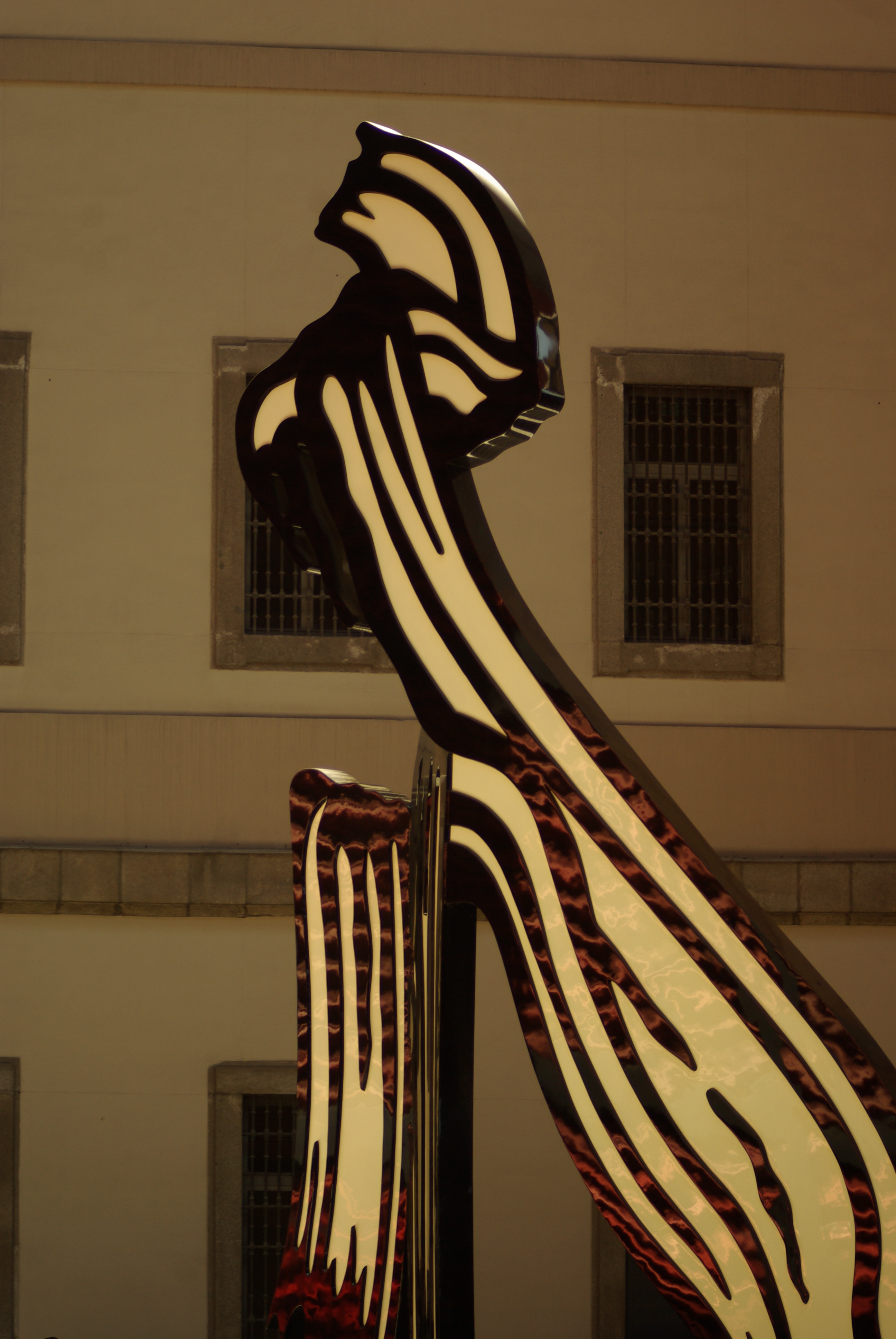
Brushstroke, escultura de Roy Lichtenstein, 2001, Museo Reina Sofía, Madrid.

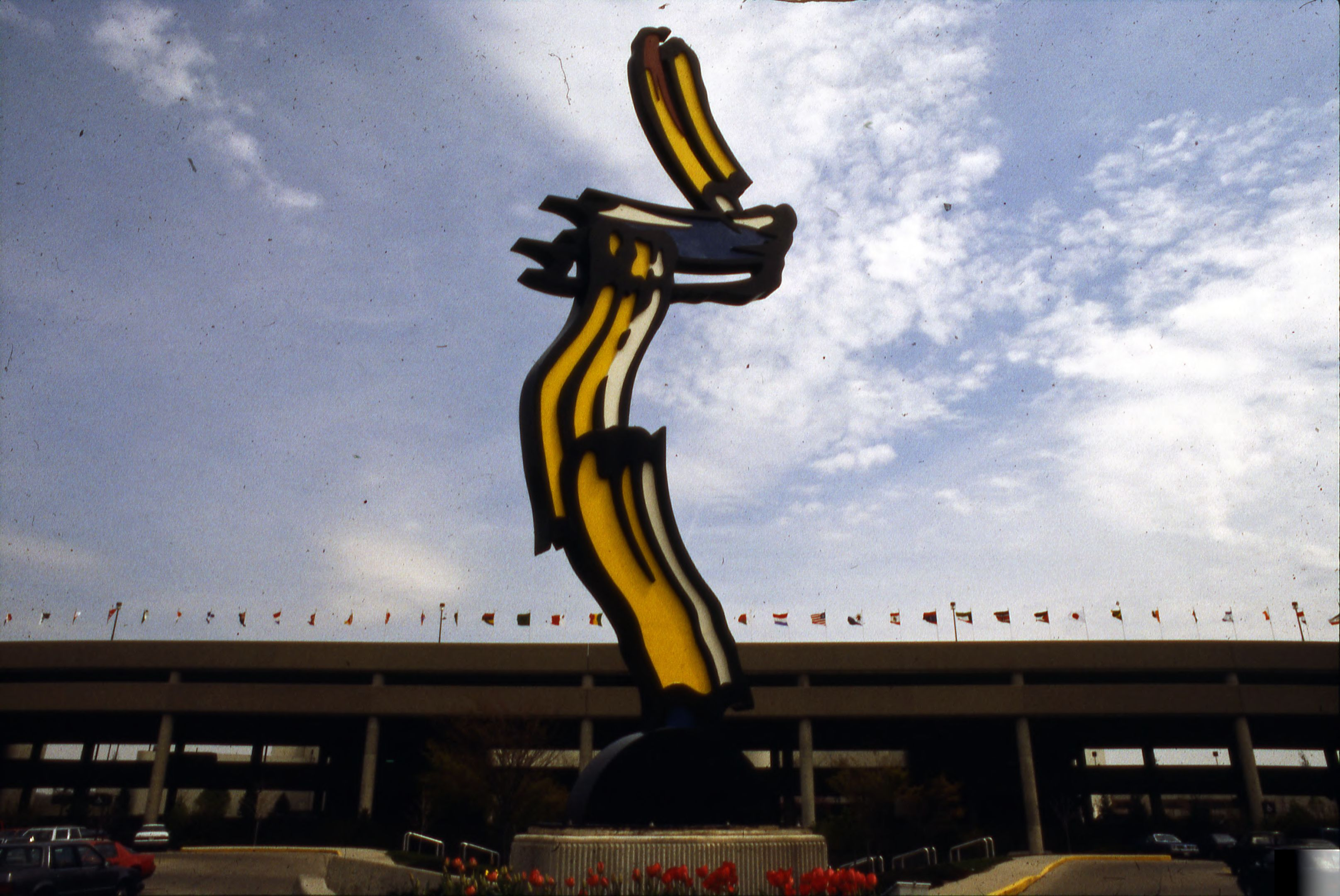
Brushstrokes in Flight, escultura de Roy Lichtenstein, 1984, Aeropuerto de Columbus, Ohio.

## Obras de Roy Lichtenstein
Roy Lichtenstein realizó una serie de obras que tituló "pincelada" o "pinceladas" (brushstroke en inglés), y que se consideran parte de la Brushstrokes series, pinturas realizadas entre 1965-1966 y esculturas realizadas posteriormente, y cuyo tema es la acción realizada con una brocha gruesa de pintor "de brocha gorda" (house-painter's brush), concebida como una respuesta satítica del Pop Art a la pintura gestual del expresionismo abstracto.
- Brushstrokes, óleo y resina acrílica ("magna") de 1965 que reproduce un detalle de una viñeta de un comic de Dick Giordano de 1964 (Strange Suspense Stories "The Painting" #72, de Charlton Comics).[64]
- Yellow and Green Brushstrokes, óleo y resina acrílica ("magna") de 1966, que pertenece al Museum für Moderne Kunst de Fráncfort.[65]
- Five Brushstrokes, escultura diseñada en 1984, fabricada en aluminio pintado en 2010 y adquirida por el New Orleans Museum of Art en 2013 como donación de Sydney y Walda Besthoff y donación parcial de la Roy Lichtenstein Foundation. Fue instalada en una fuente a la entrada del museo en el City Park.[66]
- Brushstrokes in Flight, escultura de 1984 instalada en el John Glenn Columbus International Airport de Columbus, Ohio.[66]
- Tokyo Brushstroke I and II, dos esculturas de aluminio de 1994 que se encuentran instaladas, una en el exterior de Shinjuku I-Land Co, Ltd., Tokyo,[67] y otra en el Parrish Art Museum de Watermill, Nueva York.[68]
- Brushstrokes (sculpture), escultura de 1996 instalada en el exterior del Mark Building del Portland Art Museum, Portland, Oregón.[69][70]
- Brushstroke, escultura con versión original de 2001 (Museo Nacional Centro de Arte Reina Sofía, Madrid)[71][72][73] y réplica de 2003 (Hirshhorn Museum and Sculpture Garden, Washington, DC).[74]

## Otras obras
- Pincelada tridimensional, escultura de hierro pintado de Marcello Nitsche, situada en el Jardim da Luz, Sao Paulo. Es una de las 32 esculturas de la Pinacoteca do Estado que se exhiben en ese parque.

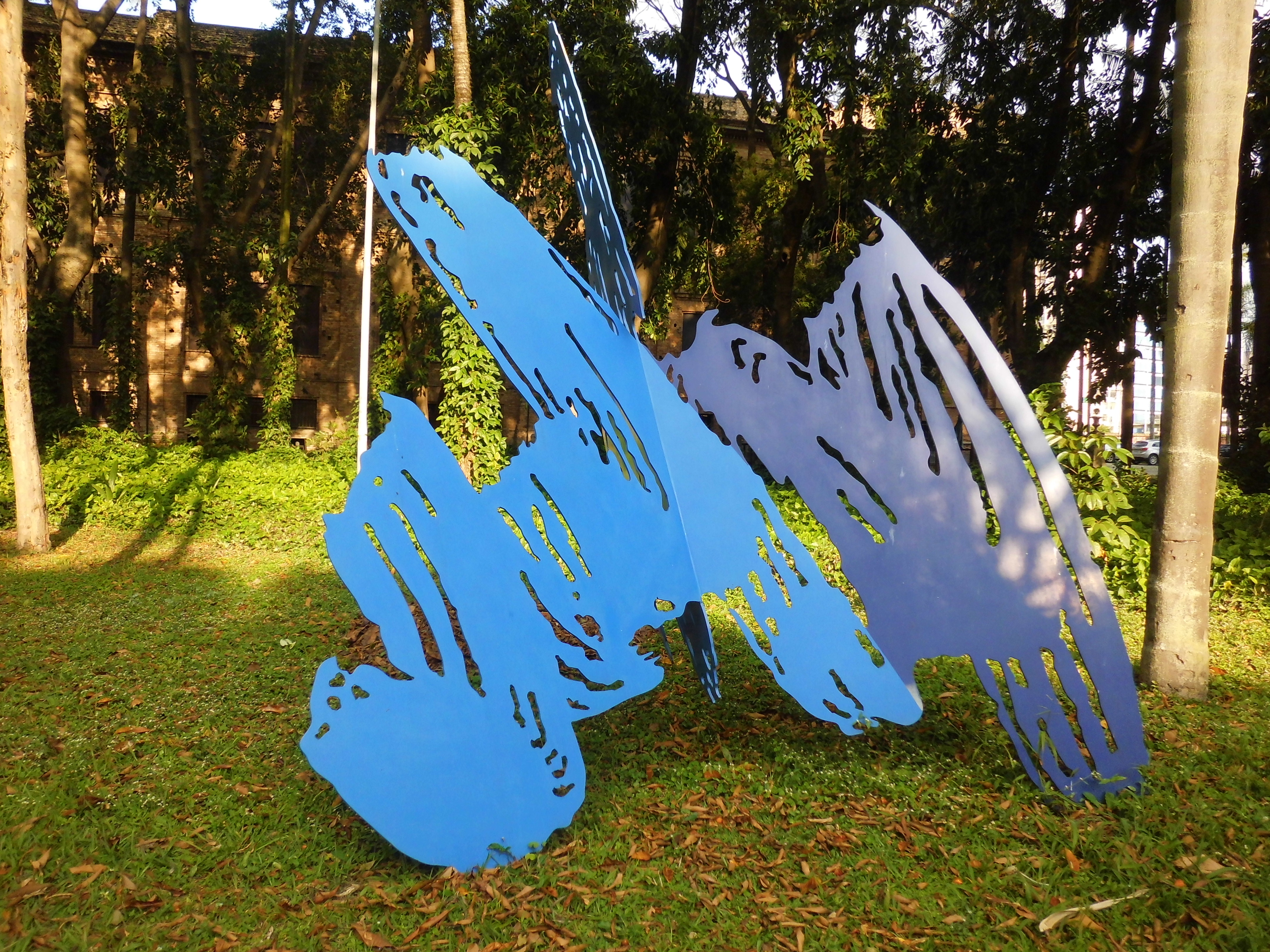
Pincelada tridimensional, de Marcello Nitsche.